# Llista dels decabristes
Aquest article enumera totes les persones que van participar en la Revolta decabrista el desembre de 1825.

## Decabristes condemnats a mort

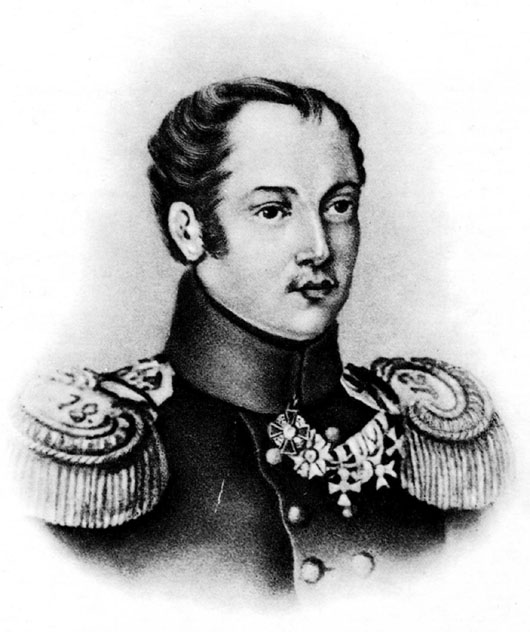
Pàvel Ivànovitx Péstel
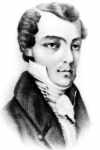
Kondrati Fiódorovitx Riléiev
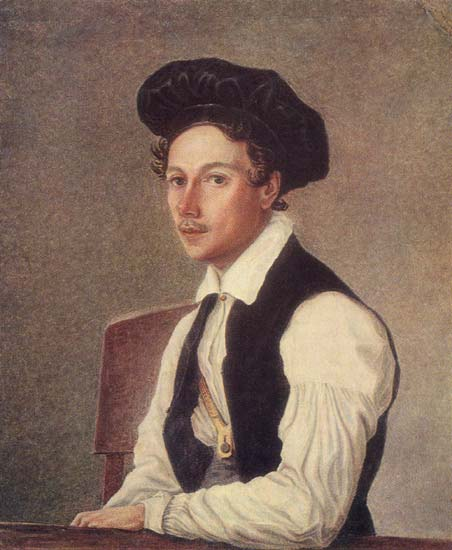
Mikhaïl Pàvlovitx Bestújev-Riumin
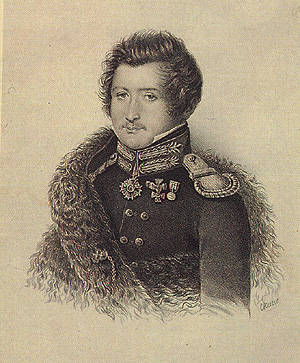
Serguei Muraviov-Apóstol
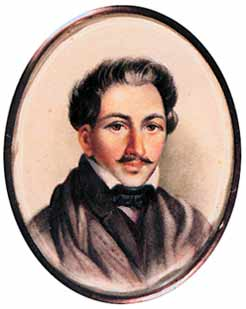
Piotr Grigórievitx Kakhovski

## Decabristes condemnats a l'exili
Hi va haver onze categories de condemna:

### Primera categoria

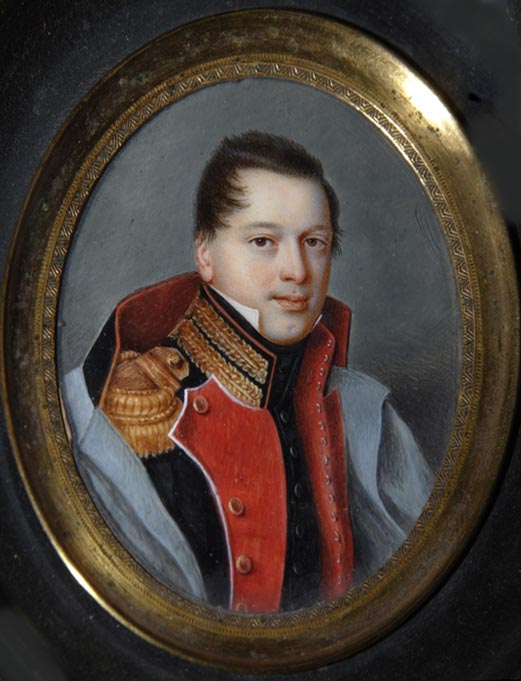
El tinent Mikhaïl Mikhàilovitx Narixkín el 1820

- Iàkov Maksímovitx Andréievitx: (1801- 1840), tinent a la 8a Brigada d'artilleria, membre de la Societat dels Eslaus Units, es va proposar per a la detenció del Gran Duc Constantí Pàvlovitx de Rússia. Va cridar a l'alçament el Regiment d'infanteria de Txerníhiv. En el moment del seu interrogatori, va negar tot implicació en l'aixecament de desembre de 1825. El tribunal li va infligir una pena de reclusió a perpetuïtat. El 22 d'agost de 1826, aquesta pena va ser reduïda a 20 anys. El 23 de juliol de 1826, va ser empresonat a la fortalesa de Schlüsselburg i el 2 d'octubre del mateix any, transferit a Sibèria on, el 20 de desembre de 1827, va retrobar els seus camarades decabristes. El setembre 1830, va ser transferit a la fàbrica Petrovski (fàbrica d'extracció de mineral de ferro a la regió de Transbaikal). El 8 de novembre la seva pena va ser reduïda a 13 anys d'empresonament.[1]

- Anton Petróvitx Arbuzov: Tinent, acusat de temptativa de regicidi i d'assassinat dels membres de la família imperial, el tribunal li va infligir una pena de 20 anys de treballs forçats a Sibèria.[2]

- Aleksandr Petróvitx Bariatinski (1798- 1844), príncep, segon capità d'un Regiment d'hússars, assistent de camp del comandant del 2n exèrcit, membre de la Societat del Sud, amic de Péstel. El tribunal el va condemnar a 20 anys de reclusió, la seva pena va ser reduïda a 20 anys, va ser exiliat a Sibèria.[3]

- Aleksandr Bestújev

- Vladímir Aleksàndrovitx Betxàsnov, sotstinent de la 8a brigada d'artilleria, condemnat al presidi a perpetuïtat, la seva pena va ser reduïda a 20 anys.

- Piotr Ivànovitx Boríssov: (1800- 1854) tinent a la 8a Brigada d'artilleria, amb el seu germà Aleksandr Ivànovitx Boríssov i Iúlian Kazimírovitx Liublinski va fundar la Societat dels Eslaus Units. El 10 de juliol de 1826, va ser condemnat a treballs forçats. El 23 de juliol de 1826, amb el seu germà va ser enviat a Sibèria. El 22 d'agost de 1826, la seva pena va ser reduïda a 20 anys. Va ser empresonat a Irkutsk i després a la fortalesa de Txità. El 8 de novembre de 1832 la seva pena va ser commutada a 15 anys de treballs forçats, el 14 de desembre de 1835 a 13 anys.[4]

- Andrei Ivànovitx Boríssov: (1798- 1854) Antic tinent a la 8a Brigada d'artilleria, amb el seu germà petit i Iúlian Kazimírovitx Liublinski va fundar la Societat dels Eslaus Units. Condemnat el 10 de juliol de 1826 a una pena de treballs forçats a perpetuïtat, fou enviat amb el seu germà va ser enviat a Sibèria. El 22 de juliol de 1826 la seva pena va ser reduïda a 20 anys. Va ser empresonat a Irkutsk i després a la fortalesa de Txità. El 8 de novembre de 1835 la seva pena va ser reduïda a 15 anys, el 14 de desembre de 1835 a 13 anys.[4]

- Dmitri Aleksàndrovitx Sxepin-Rostovski: (1798- 1858), tinent al Regiment De La Guarda Moskovski, membre de la Societat del Nord (1825), va prendre una part activa en l'aixecament de la Plaça del Senat. El tribunal li va infligir una pena de presó a perpetuïtat a Sibèria. De 1826 a 1839, va purgar la seva pena a la fortalesa de Txità i després a la fàbrica Petrovski. En 1856, es va beneficiar de'una amnistia.[5]

- Vassili Lvóvitx Davídov: (1793- 1855), poeta rus, tinent al 5è Regiment d'hússars Aleksandriski, el tribunal li va infligir una pena de reclusió a perpetuïtat, la seva pena va ser reduïda a 20 anys de treballs forçats.

- Vassili Abramóvitx Dívov: Cadet, acusat de temptativa de regicidi i de l'assassinat de la família imperial, va ser privat dels seus títols de noblesa; a més el tribunal li va infligir una pena de 20 anys de treballs forçats a Sibèria.

- Ivan Ivànovitx Gorbatxevski

- Aleksandr Ivànovitx Iakubóvitx (1792- 1845), capità al Regiment de Dragons de Nijni Nóvgorod, membre de la Societat del Nord, el 18 de desembre del 1825, va ser designat per assassinar Alexandre I de Rússia a la Plaça del Senat. Condemnat als treballs forçats, va ser enviat a les mines d'or del districte de Ienissei, segons el testimoniatge del coronel del Cos de gendarmeria I.D. Kazirmirski, el condemnat sofria d'una malaltia greu que li va fer perdre l'ús de les seves cames: les seves ferides al cap li provocaren accessos de bogeria. El 2 de desembre del 1845, va ser transportat a un hospital proper de Ienisseisk. L'endemà, va morir d'hidropesia al pit.[6][7]

- Ivan Dmítrievitx Iakúixkin: (1794- 1857). Un dels fundadors de la Societat secreta la Unió de la Salvació, membre de la Unió de la Prosperitat. En servei al 37è Regiment de caçadors. En negar-se a lliurar els noms dels seus camarades decabristes, per ordre de l'emperador Nicolau I de Rússia, va tenir els peus i les mans travades. Condemnat a 20 anys de reclusió, pel decret de 22 d'agost de 1826, la seva pena va ser reduïda a 15 anys de captivitat. Empresonat un temps a la fortalesa finlandesa de Kotka, el novembre del 1827, va ser transferit a Sibèria i empresonat a la fortalesa de Txità.

- Aleksei Petróvitx Iuixnevvski: comissari general al 2n Exèrcit, membre de la Societat del Sud, va preconitzar l'assassinat del tsar i de la família imperial; el tribunal li va infligir una pena de reclusió a perpetuïtat, aquesta pena va ser reduïda a 20 anys d'empresonament. Va ser exiliat a Sibèria.

- Artamon Zakharóvitx Muraviov: (1794- 1846), coronel d'artilleria, membre de la Societat del Sud. El tribunal li va infligir una pena de 20 anys de treballs forçats.[8]

- Ievgueni Petróvitx Obolenski

- Nikolai Alekséievitx Panov :(1803- 1850), tinent del Regiment dels Granaders de la Guàrdia, va ser un dels membres de la Societat del Nord (1825), va participar activament en l'aixecament de l'exèrcit a la Plaça del Senat. Es va lliurar a les autoritats motu proprio. La justícia imperial el va condemnar a 14 anys de presidi. El juny del 1827, va ser enviat a Sibèria i va ser empresonat a la fortalesa de Txità; el setembre del 1830, va ser transferit a les fàbriques Petrovski; la seva pena va ser reduïda a 13 anys.[9]

- Aleksandr Semiónovitx Pestov: Tinent a la 9a Brigada d'artilleria. Sobre l'acusació de temptativa de regicidi, el tribunal li va infligir una pena de 20 anys de treballs forçats a Sibèria.

- Aleksandr Víktorovitx Poggio: (1798- 1873), Germà segon de Iòssif Víktorovitx Poggio, membre de la Societat del Sud i després de la Societat del Nord. Va preconitzar la creació d'una república i l'assassinat de la família imperial. El tribunal li va infligir una pena d'empresonament a perpetuïtat, va ser reduïda a 20 anys. En 1839, va ser transferit a Sibèria.[10]

- Ivan Semiónovitx Povalo-Xveikovski: (1787- 1845), coronel del Regiment d'infanteria Saratovski, membre de la Societat del Sud. Va donar el seu acord per a l'assassinat del tsar i l'aixecament de l'exèrcit, però es va negar a participar en l'aixecament del Regiment d'infanteria Txernígov. El tribunal el va condemnar a la pena capital; el 1826, aquesta va ser commutada als 20 anys de treballs forçats que va purgar a les mines de Nertxinsk.[11]

- Aleksandr Nikolàievitx Sutgof: (1801- 1872), tinent al regiment dels granaders de la Guàrdia, va militar en el si de la Societat del Nord (1825) i va participar en l'aixecament de la Plaça del Senat el 14 de desembre del 1825. Arrestat, va ser posat sota custòdia preventiva a la fortalesa de Pere i Pau a Sant Petersburg. L'Alt Tribunal criminal li va infligir una pena de treballs forçats a perpetuïtat, pena que va purgar a Sibèria. El 8 d'agost del 1826, aquesta pena va ser reduïda a vint anys. Es va reunir amb els seus camarades decabristes a la presó de Txità el juny del 1827. L'agost del 1827, va ser transferit a la fàbrica Petrovski. El setembre del 1830, la seva pena de servitud penal va ser reduïda a quinze anys. El 8 d'agost del 1856, es va beneficiar de l'amnistia. Va morir a Borjomi el 12 de maig del 1870 i va ser inhumat al cementiri de l'església[12]

- Mikhaïl Matvéievitx Spirídov (1796- 1855), capità al 121è regiment d'infanteria de Penza, membre de la Societat del Sud, partidari de l'assassinat de la família imperial, els dies precedents al 14 de desembre del 1825, va ser un dels principals actors de l'aixecament del regiment d'infanteria Txernígov; va dirigir la propaganda al si de l'exèrcit rus. El tribunal el va condemnar a reclusió a perpetuïtat; el 26 de juliol del 1826, va ser empresonat a la torre rodona de la fortalesa de Priozersk; el 21 de desembre del 1826 a aïllament en cel·la; el 22 de desembre del 1826, la seva pena va ser reduïda a 20 anys d'empresonament. El 21 d'abril del 1827, va ser posat sota custòdia a la fortalesa de Schlüsselburg; el 20 d'octubre del 1827, va ser transferit a Sibèria on el 20 de desembre del 1827, a la fortalesa de Txità, va retrobar els seus camarades decabristes. El 8 de novembre del 1832, la seva pena d'empresonament va ser reduïda a 15 anys; el 14 de desembre del 1835 a 13 anys. Era net de l'almirall Grigori Andréievitx Spirídov.

- Nikolai Ivànovitx Turguénev: (1789- 1871), científic i economista, conseller d'Estat, funcionarial al ministeri de les Finances de la Rússia imperial, va redactar L'Experiència de la teoria de la fiscalitat. Va ser un dels membres de la Unió de la Salvació. En sojorn a l'estranger, va ser absent en el moment dels esdeveniments del 14 de desembre de 1825. Pregat de presentar-se davant la Comissió d'investigació quan es trobava a Sant Ptersburg, s'hi va negar. El tribunal el va condemnar per contumàcia als treballs forçats a perpetuïtat. Amnistiat el 26 d'agost del 1856, va retornar a Sant Petersburg el maig del 1857.[13]

- Fiódor Fiódorovitx Vadkovski (1800- 1844), poeta, músic, ensenya al 18è Regiment de Caçadors a cavall Nejinski, membre de la Societat del Nord, es va reunir al Consell de la Societat del Sud (1823). Arrestat l'11 de desembre del 1825, el tribunal li va infligir una pena de mort commutada en exili a perpetuïtat. El 22 d'agost del 1826, aquesta pena va ser reduïda a 20 anys de reclusió. El 27 de juliol del 1826, va ser empresonat a la fortalesa de Keksgolmskoï, el 24 d'abril del 1827, va ser empresonat a la fortalesa de Schlüsselburg. Transferit a Sibèria el 17 de novembre del 1827, va retrobar els seus camarades decabristes a la fortalesa de Txità.[14]

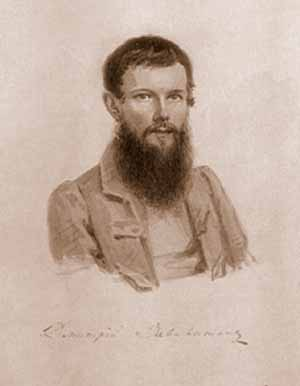
Dmitri Irinàrkhovitx Zavalixin

- Dmitri Irinàrkhovitx Zavalixin: (1804- 1892), tinent de la flota russa, periodista i memorialista, fill del major-general Irinarkh Ivànovitx Zavalixin, no va ser oficialment un membre de les organitzacions decabristes; no obstant això va compartir les seves idees. Absent en el moment de l'aixecament del 14 de desembre de 1825, va ser malgrat tot detingut el gener del 1826 per a un interrogatori i després fou allibertat. Al març del 1826, fou arrestat de nou. Acusat de regicidi el tribunal li va infligir una pena de treballs forçats a perpetuïtat, va treballar a la mina de Nertxinsk i després fou enviat en residència a Txità.[15]

- Konstantin Gustàvovitx Igelström: (1799- 1851), procedent d'una família de la noblesa sueca, capità, va ser un dels fundadors i cap de la Societat secreta dels Amics militars, va ser l'iniciador de la revolta del batalló dels pioners de Livònia. Arrestat el 27 de desembre del 1825, va ser col·locat sota vigilància policial a la ciutat de Białystok. L'Alt Tribunal criminal li va infligir la pena capital. Per decret imperial de Nicolau I de Rússia, el 15 d'abril del 1827, la seva pena va ser commutada a deu anys de treballs forçats i a la privació de tots els seus títols de noblesa. Un cop hagué purgat la seva pena, en tenir prohibir el sojorn a les ciutats de Moscou i de Sant Petersburg, s'estableix a Taganrog on va morir l'11 de desembre del 1851. Va ser inhumat al vell cementiri d'aquesta ciutat.[16]

- Nikita Mikhaïlòvitx Muraviov: (1796- 1843), un dels principals ideòlegs del moviment decabrista. Va prendre part activa en la fundació de la Unió de la Salvació (1816), i també fou un dels cofundadors de la Unió del Benestar (1818). Membre de la Unió de prosperitat, el 10 de juliol del 1826, va ser condemnat a purgar una pena de 20 anys de reclusió però el 22 d'agost del 1826 la seva pena d'empresonament va ser reduïda a 15 anys. Va ser empresonat a la fortalesa de Txità i després, el setembre del 1830, va ser enviat a les fàbriques Petrovski on va ensenyar història russa i història militar. El novembre del 1832, la seva pena d'empresonament va ser reduïda a 10 anys.[17]

- Matveï Ivànovitx Muraviov-Apóstol, (1793-1886), germà gran dels décabristes Serguei Ivànovitx Muraviov-Apóstol i d'Ippolit Ivànovitx Muraviov-Apóstol, antic tinent coronel del regiment d'infanteria Poltava, membre dels Societat secretes Els Amics Units i de les Tres Virtuts, amb el seu germà, va participar en l'aixecament del 29è regiment d'infanteria Txernígov. Condemnat a 30 anys de treballs forçats després a relegació a Sibèria.

- Ivan Ivànovitx Pusxin: (1798- 1859), membre de la Unió de la protecció social (1817) membre de la Unió del Benestar (1818), l'Alt Tribunal el jutja culpable de temptativa de regicidi. El tribunal el va condemnar a la pena capital, però aquesta pena va ser commutada per reclusió a perpetuïtat. El 29 de juliol del 1826, va ser empresonat a la fortalesa de Schlüsselburg i després va ser exiliat a Sibèria on va ser empresonat a la fortalesa de Txità després va treballar a les fàbriques Petrovski. Amnistiat en 1856, va redactar les Notes sobre Puixkin.[18]

- Serguei Petròvitx Trubetskoi
- Serguei Grigòrievitx Volkonski
- Wilhelm Küchelbecker.

### Segona categoria
- Ivan Aleksàndrovitx Ànnenkov: (1802- 1878), tinent al regiment dels cavallers guardes, membre de la Societat del Sud (1824). El tribunal li va imposar una pena de 20 anys de treballs forçats reduïda a 15 anys. El 22 d'agost del 1826, encadenat va ser deportat a Sibèria. El 10 de desembre de 1826, es va reunir amb els seus camarades decabristes empresonats a la fortalesa de Txità, el 28 de gener de 1827 va ser transferit a la fàbrica Petrovski. Al setembre de 1830, la seva pena va ser reduïda a 10 anys. El 14 de desembre de 1835, la seva pena de treballs forçats va ser aixecada, i sota vigilància policial va viure a Irkutsk. El 5 d'octubre de 1837, es va instal·lar a Turinsk (óblast de Sverdlovsk), el 26 d'agost de 1856, es va beneficiar de l'amnistia. Va morir a la ciutat de Nijni Nóvgorod on va ser inhumat.

- Nikolai Vassílievitx Bassarguín: (1800- 1861), tinent al Regiment dels Caçadors de la Guàrdia, alt conseller del quarter general del 2n Exèrcit, membre de la Societat del Benestar, de la Societat del Sud. El tribunal li va imposar una pena de 20 anys de treballs forçats. El 22 d'agost del 1826, va ser transferit a Sibèria. El 21 de gener del 1827, es va reunir amb els seus camarades decabristes a la fortalesa de Txità. El 7 de març de 1827, va ser transferit a la fàbrica Petrovski. Al setembre de 1830, es va beneficiar d'una rebaixa de pena de 10 anys. Amnistiat el 22 d'agost de 1856, es va instal·lar a Moscou.[19]

- Mikhaïl Aleksàndrovitx Bestújev: (1800- 1871), germà de Nikolaï Aleksàndrovitx Bestújev. capità segon al Regiment de la Guarda Moskovski, membre de la Societat del Nord. El tribunal militar el va condemnar als treballs forçats a perpetuïtat, però la seva pena va ser reduïda a 20 anys. L'agost de 1826, va ser empresonat a la fortalesa de Schlüsselburg. Deportat a Sibèria el 28 de setembre 1827, va ser empresonat a la presó de Txità, el mateix any va ser transferit a les mines de Petrovski a Petrovsk-Zabaikalski. El 8 de novembre de 1838, es va beneficiar d'una reducció de pena de 5 anys i el 14 de desembre de 1835, la seva condemna va ser reduïda a 13 anys. El 10 de juliol de 1839, els dos germans Mikhaïl i Nikolaï foren transferits a Selenguinsk. El 22 d'abril de 1862, va rebre l'autorització d'instal·lar-se a Moscou, en 1867, va deixar Selenguinsk i es va instal·lar a Moscou on va morir del còlera el 22 de juny 1871.

- Nikolai Aleksàndrovitx Bestújev: (1791- 1855), capità segon de la 8a tripulació de la Marina, membre de la Societat del Nord (1824). L'Alt Tribunal penal li va infligir una pena de reclusió a perpetuïtat, però aquesta va ser reduïda a 20 anys de treballs forçats a les mines de Nertxinsk a Sibèria.[20]

- Aleksandr Filíppovitx Frolov: (1804- 1885), tinent al Regiment d'infanteria de Penza, membre de la Societat dels eslaus units (1825). El tribunal el va condemnar a purgar una pena de 20 anys de treballs forçats que va ser reduïda a 15 anys. El 22 d'agost del 1826, va ser deportat a Sibèria i empresonat a la fortalesa de Txità. El 7 de març de 1827, va ser transferit a la fàbrica Petrovski. Al setembre de 1830, es va beneficiar d'una rebaixa de pena de cinc anys. El 26 d'agost de 1856, com els seus camarades, es va beneficiar de l'amnistia. Va morir a Moscou el 6 de maig 1885.[21]

- Piotr Fiódorovitx Gromnistski: tinent al regiment d'infanteria de Penza, va estar acusat de temptativa de regicidi, de participació en l'aixecament décabrista. Va purgar una pena de 15 anys de treballs forçats a Sibèria.

- Ivan Vassílievitx Kireiev: Alferes a la 8a Brigada d'artilleria, membre actiu de la Societat dels eslaus units, va ser acusat de temptativa de regicidi, de participació en l'aixecament del 18 de desembre de 1825. Va complir una pena de 15 anys de treballs forçats a Sibèria.

- Aleksandr Aleksàndrovitx Kríukov: (1796- 1866). Tinent en un Regiment de cavalleria de la Guarda. Membre de la Unió del Benestar (1820), membre de la Societat del Sud. El 18 de desembre 1825, va ser posat en estat d'arrest. El tribunal li va infligir una pena de treballs forçats de 20 anys, la seva pena va ser reduïda a 15 anys. El 19 de gener 1827, va ser empresonat a la fortalesa de Tchita. El 3 mart 1827, va ser transferit a la fàbrica de Petrovski. El setembre 1830, es va beneficiar d'una rebaixa de pena de 10 anys. El 26 D'agost 1856, es va beneficiar de l'amnistia, es va instal·lar a Moscou.[22]

- Mikhaïl Serguéievitx Lunin

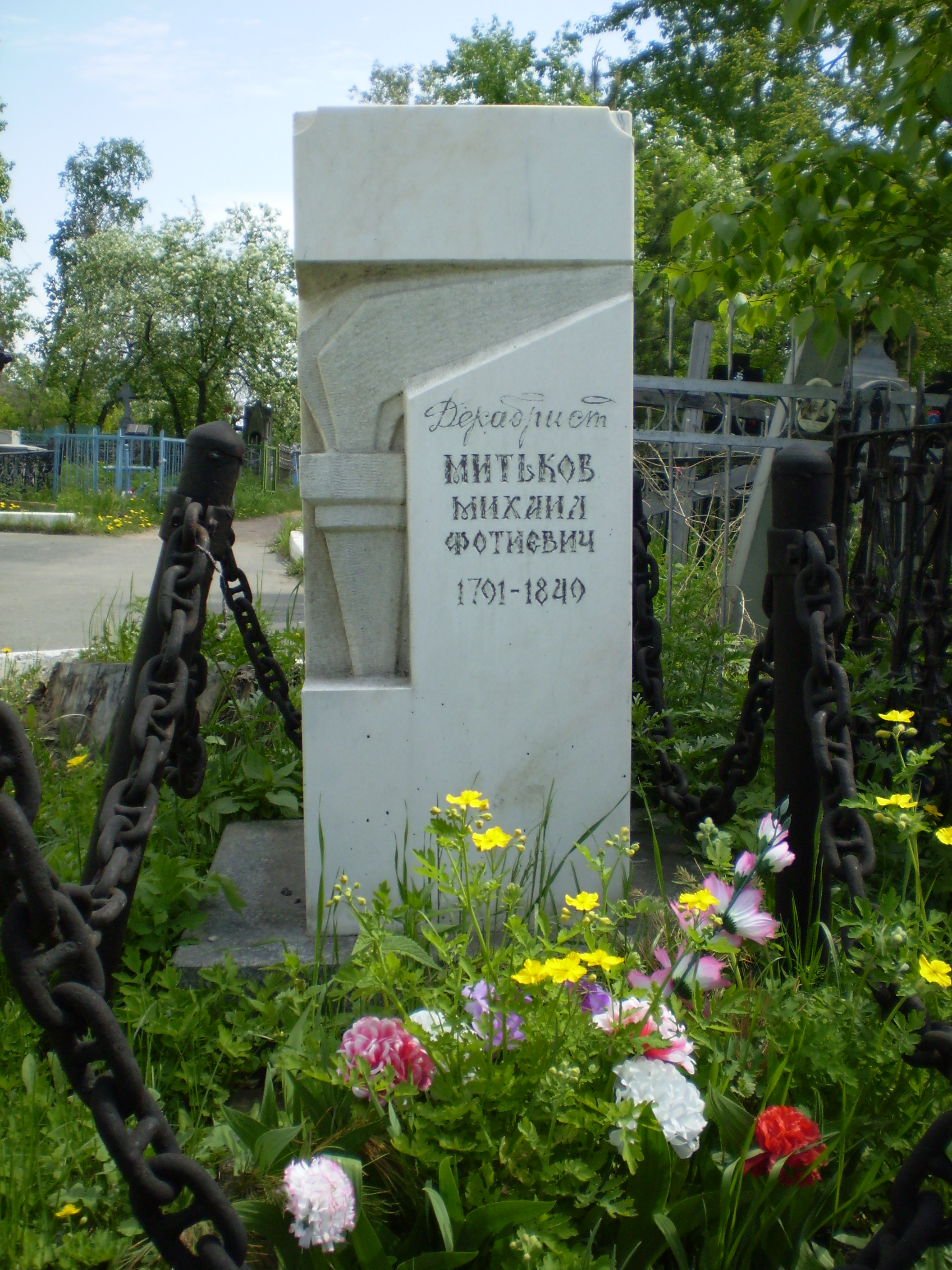
Tomba de Mikhaïl Fotievitx Mitkov al Cementiri de la Trinitat de Krasnoiarsk.

- Mikhaïl Fótievitx Mitkov: (1791- 1849), coronel al Regiment de la Guàrdia Finlàndia, membre de la Unió del Benestar (1818), membre de la Societat del Nord (1821). Va ser designat per preparar l'aixecament de l'exèrcit a Moscou on va ser arrestat el desembre de 1825. El 10 de juliol de 1826, el tribunal li va imposar una pena de 20 anys de treballs forçats, reduïda a 15 anys. El 22 d'agost de 1826, va ser empresonat a la fortalesa de Sveaborg. A març de 1828, fou transferit a Sibèria. El 24 d'abril de 1828, va ser exiliat a Irkutsk, el 18 de juny de 1826, es va reunir amb els seus camarades detinguts a la fortalesa de Txità. Al final del mes de juny del mateix any, va entrar a la fàbrica Petrovski. El setembre de 1830, es va beneficiar d'una rebaixa de pena de 10 anys. Va morir sis anys més tard a Krasnoiarsk[23]

- Vassili Serguéievitx Nórov: (1793- 1853), antic tinent-coronel del 5è regiment d'infanteria Kalujski, membre de la Unió del Benestar (1818) i de la Societat del Sud. El tribunal el va condemnar a complir una pena de 15 anys, aquesta va ser reduïda a 10 anys. El 22 d'agost de 1826, va ser empresonat a la fortalesa de Sveaborg, el 23 de febrer de 1827, va ser transferit a la fortalesa de Schlüsselburg, el 10 de desembre de 1827, va ser empresonat a la presó de Babruisk. Transferit a Revel, va morir en aquesta ciutat, el 10 de desembre de 1853.[24]

- Piotr Nikolàievitx Svístunov: (1803- 1889), corneta al Regiment de Cavalleria de Sa Majestat Imperial Maria Fiódorovna, membre de la Societat del Sud (1823). Va ser acusat de temptativa de regicidi, de temptativa d'assassinat sobre els membres de la família imperial. El tribunal li va infligir una pena de 15 anys de treballs forçats a Sibèria.

- Aleksei Ivànovitx Tiútxev: Capità al Regiment d'infanteria Penzenski, fou acusat de temptativa de regicidi, de participació en l'aixecament. Va purgar una pena de 15 anys de treballs forçats a Sibèria.

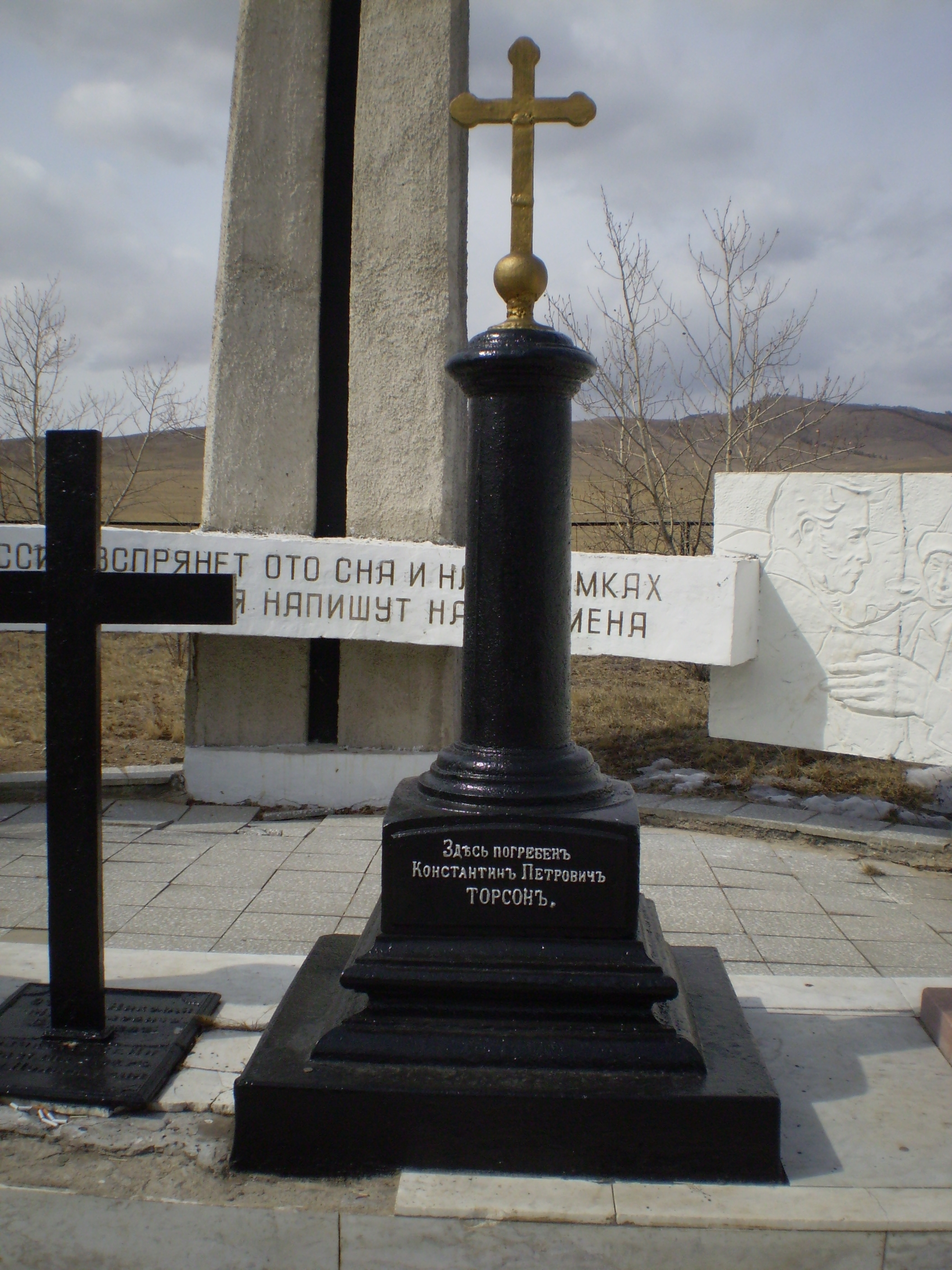
Tomba de Konstantín Petróvitx Torson

- Konstantín Petróvitx Torson (1793- 1851), oficial de la Marina imperial de Rússia, membre de la Societat del Nord, no va prendre cap part en l'aixecament del 18 de desembre de 1825. El tribunal militar el va condemnar a una pena de 20 anys de treballs forçats, aquesta última va ser reduïda a 15 anys. El 22 d'agost de 1826, va ser deportat a Sibèria, el 10 de desembre de 1826, fou empresonat a la fortalesa de Txità, el 28 de juliol 1827, va ser transferit a les mines de Petrovski. El 8 de novembre de 1832, la seva pena va ser commutada als 10 anys de treballs forçats. Va morir el 14 de desembre de 1851 a Selenguinsk, va ser inhumat prop del riu Selengà al costat del seu camarada decabrista Nikolai Aleksàndrovitx Bestújev.

- Vassili Petróvitx Ivàixev, capità de cavalleria del regiment de la guàrdia, el tribunal li va infligir les penes de 15 anys de treballs forçats i deportació a Sibèria.

- Nikolai Aleksàndrovitx Kríukov: tinent d'intendència, fou acusat de temptativa de regicidi, d'assassinat de la família imperial, de participació en l'aixecament a la Plaça del Senat, de pertinença a una societat secreta. Va purgar una pena de 15 anys de treballs forçats a Sibèria.

- Krístian Ferdinand Bogdànovitx Wolf: metge militar al 8è Exèrcit. El tribunal li va infligir una pena de 15 anys de treballs forçats a Sibèria.

### Tercera categoria
- Gavrïil Stepànovitx Bàtenkov: (1793- 1863), tinent-coronel del Cos ferroviari, membre de la Societat del Nord (1825). L'Alt Tribunal penal li va infligir una pena de 20 anys de treballs forçats. De 1827 a 1846, va ser empresonat a la fortalesa Alekseievski Ravelin on va ser mantingut el secret i després exiliat a Tomsk. El 1857, es va instal·lar a Kaluga on va morir d'una pneumònia el 10 de novembre de 1863.

- Vladímir Ivànovitx Steinheil: (1783- 1862), baró, tinent-coronel de la Flota del Bàltic, va ser un dels líders en la preparació de l'aixecament decabrista, membre de la Societat del Nord (1824), va participar en l'aixecament del 18 de desembre de 1825, va ser l'autor d'un manifest adreçat al poble rus. Arrestat a Moscou, l'Alt Tribunal penal li va infligir una pena de 20 anys de treballs forçats, aquesta va ser reduïda a 10 anys. Va ser empresonat a la presó de Txità i després transferit a les mines Petrovski a Petrovsk-Zabaikalski. En 1835, es va instal·lar en diverses ciutats siberianes com el poble d'Elan (óblast d'Irkutsk), en 1837, va ser transferit a Ixim (óblast de Tiumén), en 1840, va viure a Tobolsk després en 1843 a Tara, en 1852, de nou a Tobolsk. En 1856, com els seus camarades decabristes es va beneficiar de l'amnistia i es va instal·lar a Tver. El novembre de 1856, va ser autoritzat a tornar a Sant Petersburg on va morir el 20 de desembre de 1862.[25]

### Quarta categoria
- Pàvel Vassílievitx Avràmov: Coronel al 64è Regiment d'Infanteria Kazanski, el tribunal li va infligir una pena de dotze anys de servitud penal reduïda a vuit anys de treballs forçats que va purgar a Sibèria.

- Aleksandr Petróvitx Beliaiev, alferes de vaixell de la tripulació de la guàrdia, relegat a Sibèria i al Caucas.

- Piotr Petróvitx Beliàiev, (germà d'Aleksandr Beliàiev), el Tribunal Suprem penal li va imposar una pena de dotze anys de treballs forçats, aquesta va ser reduïda a vuit anys que va purgar a Sibèria.

- Pàvel Serguéievitx Bobrísxev-Puixkin: (1802- 1865), tinent, va pertànyer a la Societat secreta Veritat del Sud. Condemnat el 10 de juliol de 1826, el tribunal li va infligir una pena de 12 anys de treballs forçats, el 22 d'agost del mateix any aquesta pena va ser reduïda a vuit anys. El 17 de març de 1827, va retrobar els seus camarades decabristes a la fortalesa de Txità després, el setembre de 1830, va ser transferit a la fàbrica Petrovski. El 12 de juny de 1839, va rebre l'autorització d'anar a la ciutat de Tobolsk, ciutat on el seu germà va ser internat en un asil d'alienats.[26]

- Ivan Fíodorovitx Xímkov: (1804- 1836), alferes al Regiment d'Infanteria Saratovski, membre de la Societat dels eslaus units (1825). El 10 de juliol de 1826 el tribunal li va infligir una pena de dotze anys de treballs forçats, el 22 d'agost del mateix any, la seva pena va ser reduïda a vuit anys. El 27 de gener de 1826, va ser transferit a una fortalesa a Sibèria, el 27 de gener del 1827, es va reunir amb els seus camarades decabristes a la presó de Txità, el setembre de 1830, va ser transferit a la fàbrica Petrovski.[27]

- Piotr Ivànovitx Falenberg: Va purgar una pena de vuit anys de treballs forçats a Sibèria.

- Ília Ivànovitx Ivànov: membre de la Societat dels eslaus units (1825), culpable de temptativa d'aixecament al si del regiment Txernígov, el tribunal li va infligir una pena de dotze anys de presó. Aquesta va ser reduïda a vuit anys d'empresonament. Exiliat a Sibèria, va ser empresonat a la presó de Txità després va ser transferit a la fàbrica Petrovski. El 1833, va ser enviat a l'exili a la regió d'Irkutsk, va morir el 28 de desembre de 1838.

- Aleksandr Ossípovitx Kornilóvix: (1800- 1834), historiador i escriptor, membre de la Societat del Sud (1825), va participar en la preparació de l'aixecament, present a la Plaça del Senat el 14 de desembre de 1825, va ser posat en estat d'arrest el mateix vespre. El 10 de juliol de 1826 el tribunal li va infligir una pena de dotze anys de servitud penal a Sibèria, aquesta va ser reduïda a vuit anys. El 9 de març de 1827, va ser empresonat a la presó de Txità. En 1827, la cancelleria de la Seva Majestat Imperial va rebre una denúncia del novel·lista Faddei Bulgarin, aquest últim va acusar Kornilov d'espionatge en benefici del govern austríac. El decabrista va ser immediatament transferit de la presó de Txità a Sant Petersburg on va ser sotmès a un interrogatori, però la seva culpabilitat no va ser demostrada. Va continuar purgant la seva pena a la fortalesa de Sant Pere i Sant Pau. El novembre de 1832, va ser transferit al Regiment d'infanteria Xirvanski a Tiflis on, el 30 d'agost de 1834, va morir d'una litiasi biliar.[28]

- Nikolai Ivànovitx Lorer

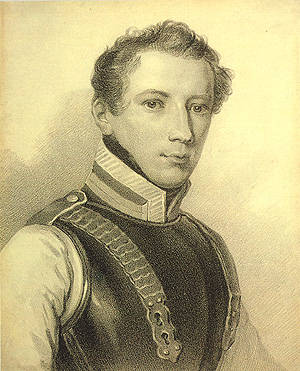
Aleksandr Mikhàilovitx Muraviov, un retrat de Piotr Fiódorovitx Sokolov (1822)

- Aleksandr Mikhàilovitx Muraviov: (1802- 1853), corneta al Regiment de cavalleria de Sa Majestat Imperial Maria Fiódorovona (1824), membre de la Unió del Benestar (1820), es va unir a la Societat del Nord el maig 1821, en état d'arrestation en 1825. El Tribunal suprem criminal li va infligir una pena de dotze anys de treballs forçats, l'agost del mateix any aquesta pena va ser reduïda a vuit anys. El 10 de desembre 1826, amb el seu germà gran, Ivan Aleksàndrovitx Ànnenkov i Konstantín Petróvitx Torson, va ser exiliat a Sibèria. El 1830, va ser transferit a la fàbrica Petrovski, en 1832, alliberat, es va negar a deixar el seu germà, es va quedar a la fàbrica. En 1835, s'estableix a Urik, un petit poble de la regió d'Irkutsk. En 1844, va obtenir el permís d'establir-se a Tobolsk on va morir el 1853.[29]

- Pàvel Dmítrievitx Mozgan: Tinent al Regiment Penzenski, el tribunal li va infligir una pena de dotze anys de treballs forçats reduïda a vuit anys de servitud penal, va ser exiliat a Sibèria.

- Aleksandr Ivànovitx Odóievski

- Mikhaïl Aleksàndrovitx Fonvizin: (1787- 1854), major-general, filòsof, representant de socialisme utòpic. L'Alt Tribunal penal el va condemnar a 15 anys de presidi i a l'exili a Sibèria. El 10 de juny i el 22 d'agost de 1826, es va beneficiar d'una reducció de pena de dotze anys després de vuit anys que va purga a la fortalesa de Txità després a la fàbrica Petrovski a Petrovsk-Zabaikalski. En 1832, va ser exiliat a Ienisseisk, després en 1838 a Krasnoiarsk i després en residència vigilada a Tobolsk.[30]

- Piotr Aleksàndrovitx Mukhanov, capità segon del Regiment Ismaïlovski de la guàrdia imperial. L'Alt Tribunal penal li va infligir una pena de 8 anys de presidi, deportat a Sibèria, se li assignà com a residència el fortí de Bratsk.

- Mikhaïl Mikhàilovitx Narixhkin (1798- 1863), coronel al regiment d'infanteria Tarutinski, membre de la Unió del Benestar (1818), de la Societat del Nord. El 10 de juliol de 1826 la seva pena va ser confirmada, va ser condemnat a 12 anys de treballs forçats però la seva pena va ser reduïda a vuit anys, va ser empresonat a la fortalesa de Txità a Sibèria.

- Ióssif Víktorovitx Podgio: (1792- 1848), antic capità del Regiment Preobrajenski, membre de la Societat del Sud (1824). El 10 de juliol 1826, l'Alt Tribunal penal li va infligir una pena de 12 anys de treballs forçats, reduïda a vuit anys. El 22 d'agost de 1826, va ser empresonat a la fortalesa de Sveaborg.

### Cinquena categoria
- Mikhaïl Andréievitx Bodisko: (1803- 1867). Aspirant, va participar personalment en l'aixecament del 18 de desembre de 1825 i va incitar els soldats de rangs subalterns a la rebel·lió. El Tribunal Suprem criminal li va infligir una pena de cinc anys d'exili a Babruisk.

- Mikhaïl Nikolàievitx Glebov: (1804- 1851), secretari judicial adjunt a la Comissió d'Estat encarregat del recobrament dels deutes, va participar en l'aixecament a la Plaça del Senat. Els investigadors no van poder determinar la seva pertinença a una societat secreta. Arrestat el 17 de desembre 1825, va ser empresonat a la fortalesa de Pere i Pau. El 10 de juliol de 1826, el Tribunal suprem criminal li va infligir una pena de 10 anys de treballs forçats. El 22 d'agost 1826, aquesta pena va ser reduïda a sis anys. El 5 de febrer 1827, va ser transferit a Sibèria. El 5 de febrer de 1827, es va reunir amb els seus camarades decabristes a la fortalesa de Txità, el setembre 1830, com molts dels seus companys de detenció, va ser transferit a la fàbrica Petrovski. El 22 de març de 1832, va ser col·locat en residència vigilada al poble de Kabansk (avui República de Buriàtia). Atès el seu mal estat de salut, va demanar la seva transferència a la ciutat de Bratsk situada a l'óblast d'Irkutsk, però aquesta demanda fou rebutjada el 5 de juny de 1841. Oficialment, va morir a conseqüència de cops i d'enverinament el 19 d'octubre de 1851 a la colònia de Kabansk.[31]

- Mikhaïl Karlóvitx Küchelbecker (1798- 1859), tinent de marina, en 1819, a bord del bergantí Terra nova (Nóvaia Zemlià), va participar en una expedició a l'oceà Àrtic i va vorejar les costes de Nova Terra, de 1821 a 1824, al vaixell Apol·lon. Va participar en una expedició a Kamtxatka. No va militar en cap societat secreta però va prendre part activa en el transcurs de l'aixecament de la Plaça del Senat. El 15 de desembre de 1825, va ser empresonat a la fortalesa de Pere i Pau a Sant Petersburg. El 7 de gener 1826, va ser empresonat a la fortalesa de Vyborg, el 2 de juny del mateix any, va ser de nou transferit a la fortalesa de Pere i Pau. L'Alt Tribunal penal li va infligir una pena de vuit anys de treballs forçats, el 22 d'agost 1826, aquesta condemna va ser reduïda a cinc anys. El 22 de juliol de 1826, va ser exiliat a Kexholm. El 5 de febrer de 1827, va ser exiliat a Sibèria, el 22 de març de 1827, es va reunir amb els seus companys decabristes a la presó de Txità, el novembre de 1830, va ser transferit a la fàbrica Petrovski. En el transcurs de la seva detenció, va estudiar història, geografia, economia i va prendre lliçons de cant. Un cop purgada la seva condemna, s'estableix a Barguzin. L'amnistia del 26 d'agost de 1856, li va restituir els seus privilegis i els seus títols de noblesa. Va morir a la ciutat de Barguzin el 29 de setembre de 1859.[32]

- Nikolai Petròvitx Repin: capità al Regiment de la guàrdia de Finlàndia. El Tribunal suprem penal li va infligir una pena de vuit anys de servitud penal, aquesta pena va ser reduïda a cinc anys que va purgar a Sibèria.

- Andrei Ievguénevitx Rozen: (1799- 1884), baró, tinent al Regiment de la guàrdia de Finlàndia, membre de la Societat del Nord (1825), el 18 de desembre de 1825, va participar en l'aixecament de la Plaça del Senat. El Tribunal suprem penal li va infligir una pena de deu anys de treballs forçats, reduïda a sis anys, De 1827 a 1832, va ser exiliat a Txità i després a Kurgan a l'óblast de Tobolsk. En 1856, es va beneficiar de l'amnistia.[33]

### Sisena categoria
- Iulian Kazimírovitx Liublinski,

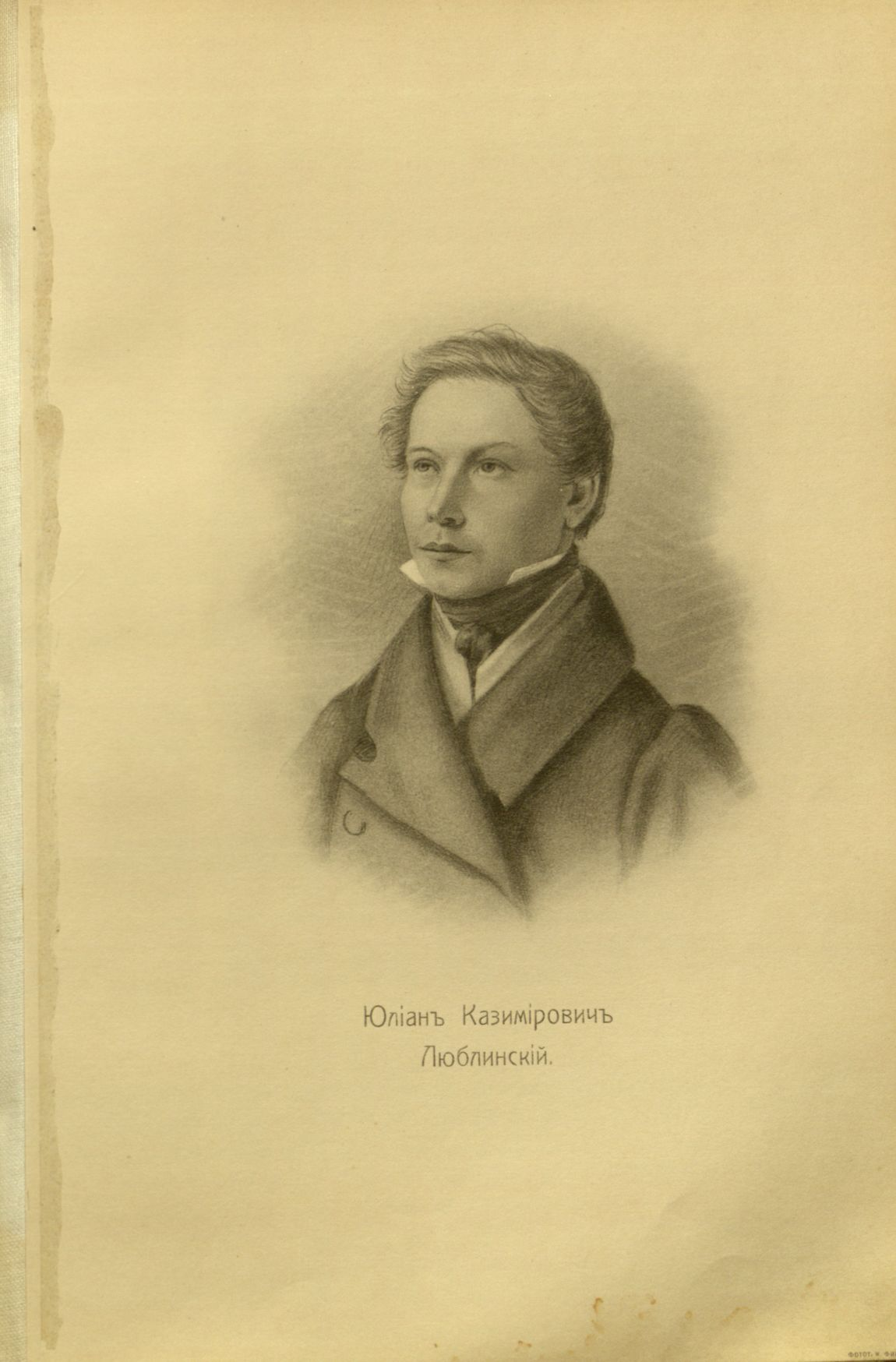
Iulian Kazimírovitx Liublinski

- Aleksandr Nikolàievitx Muraviov: (1792- 1863) Comandant, un dels fundadors del moviment decabrista i de la Societat la Unió de la Salvació, membre de la Unió del Benestar. Li va ser imposada una pena d'exili a Sibèria sense privació de rang i de títol de noblesa. Va viure el seu exili a Ialútorovsk (regió de Tiumén) i després a Verkhneúdinsk (ciutat de Sibèria oriental).

### Setena categoria
- Ivan Boríssovitx Avràmov: (1802- 1840) tinent d'intendència procedent d'una família noble de l'óblast de Tula, membre de la Societat del Sud. El 10 de juliol de 1826, el Tribunal Suprem penal li va infligir una pena de dos anys de treballs forçats, reduïda posteriorment a un any. El 15 de febrer de 1827, va ser transferit a Sibèria. El 15 d'abril de 1827, amb els seus camarades decabristes va ser empresonat a la fortalesa de Txità. El 15 d'abril de 1828, un cop complerta la seva pena de treballs forçats, va ser transferit a una colònia situada al poble de Turukhansk.[34]

- Aleksandr Kàrlovitx Berstel: (1788- 1830), tinent coronel en una brigada d'artilleria, procedent d'una família noble de l'óblast de Kazan, el setembre 1825, va pertànyer a la Societat dels eslaus units. Arrestat el gener de 1826, va ser empresonat a la fortalesa de Pere i Pau a Sant Petersburg. El juliol de 1827, el Tribunal Suprem penal el va condemnar a dos anys de treballs forçats. Transferit a Bobruisk el juliol de 1826, el mes següent la seva pena va ser reduïda a un any. L'agost de 1827, havent purgat la seva pena, es va integrar, com a simple soldat, al 45è Regiment de Caçadors estacionat al Caucas, després el gener 1829, va servir al 41è Regiment de Caçadors. En el transcurs de la Guerra russoturca de 1828-1829, va ser greument ferit.[35]

- Nikolai Iàkovlevitx Bulgari: (1805- 1841), tinent al Regiment de cuirassers de la Guàrdia de Sa Majestat, en 1825, es va reunir amb els membres de la Societat del Sud, fou posat sota arrest a Odessa el 18 de desembre 1825, va ser transferit a la fortalesa Pierre i Paul de Saint-Petersbourg el gener 1826. El Tribunal Suprem penal li va infligir una pena de dos anys de treballs forçats, que l'agost del 1826 li fou reduïda a un any. Va ser empresonat a la fortalesa de Dinaburgski. Va ser autoritzat a complir el final de la seva pena al 45è Regiment de caçadors Finliandski. L'octubre del 1827, va ser transferit al Regiment de cavalleria Severski, el gener del 1832, amb el grau de tinent, va servir al Regiment de llancers Txugüevski, el 1834, va deixar l'exèrcit i va desenvolupar diverses missions amb el governador de Kertx. El 1839, s'estableix definitivament a Revel.[36]

- Aleksandr Fiódorovitx Brig: (1792- 1859), nascut Alexandre von der Briggs, coronel a la reserva del Regiment de la guàrdia Izmaïlovski, olític rus, va militar al si de la Societat del Sud (1825). El juliol del 1826, el Tribunal Suprem penal el va condemnar a una pena de dos anys de servitud, el mes següent va ser reduïda a un any. En febrer de 1827, va ser exiliat a Sibèria, l'abril del mateix any, es va reunir amb els seus camarades decabristes a la presó de Txità. En el transcurs de la seva detenció, va treballar per a les mines Nertxinski. L'abril de 1828, amb la seva pena purgada, va ser enviat a una colònia situada sobre les ribes del Pelim. En 1856, després d'haver-se beneficiat de l'amnistia, s'estableix a Peterhof. Va morir el 27 de juny de 1859 a Sant Petersburg[37]

- Andrei Vassílievitx Entaltsov: El Tribunal Suprem penal li va infligir una pena de dos anys de treballs forçats a Sibèria, la durada d'aquesta pena fou reduïda a un any.

- Serguei Ivànovitx Krivtsov: (?- 1864), tinent al regiment d'artilleria a cavall de la Guàrdia (1822), membre de la Societat del Sud (1824). El 10 de juliol de 1826, el Tribunal Suprem penal li va infligir una pena de dos anys de treballs forçats, el mateix any va ser reduïda a un any. El 9 d'abril de 1827, va ser empresonat a la presó de Txità.[38]

- Vladímir Nikolàievitx Likharev: oficial d'intendència, el Tribunal suprem penal li va infligir una pena de treballs forçats de dos anys, aquesta pena va ser reduïda a un any.

- Nikolai Fiódorovitx Lissovski: (1802- 1844), procedent d'una família noble de l'óblast de Poltava, tinent al Regiment d'infanteria Penzenski, membre de la Societat dels eslaus units (1825). El 10 de juliol del 1826, el Tribunal Suprem penal li va infligir una pena de dos anys de treballs forçats reduïda a un any. El 4 d'abril del 1827, va ser empresonat a la presó de Txità.[39]

- Ivan Iúrevitx Polivanov: (1798 o 1799- 1826), coronel a la reserva del Regiment de cavalleria de la Guàrdia, es va reunir amb els membres de la Societat del Sud en 1824, va prendre igualment part a les diferents reunions de la Societat del Nord. A Moscou, el 28 de desembre 1825, va ser posat en état d'arrestation. L'1 de gener 1826, va ser empresonat a la fortalesa Pierre i Paul a Sant Petersburg. El 10 de juliol del mateix any, el Tribunal Suprem penal li va infligir una pena de dos anys de treballs forçats, reduïda a un any. Va morir el 9 de febrer de 1826, va ser inhumat al cementiri de Smolensk.[40]

- Aleksei Ivànovitx Txerkàssov: (1799- 1855), baró i tinent en una unitat d'intendència, en 1824, es va unir a la Societat del Sud, després va ser membre de la Societat del Nord. No va estar directament implicat en els esdeveniments de la Plaça del Senat. Malgrat tot, fou considerat culpable i va ser condemnat a dos anys de treballs forçats. El 3 de setembre de 1826, aquesta pena va ser reduïda a un any. Del 27 d'abril de 1827 al 27 d'abril de 1828, va complir la seva pena a la fortalesa de Txità. Alliberat, va viure exiliat a Beriózovo, ciutat situada a l'óblast de Tobolsk, després va ser autoritzat a establir-se a la regió de Tiumén, a Ialútorovsk. El 9 d'agost de 1837, havent purgat la seva pena, va ser incorporat al 77è regiment d'infanteria Tenguinski i va servir al Caucas, el 15 de maig 1839, va ser transferit al 80è regiment de caçadors Kabardianski. El 8 de febrer de 1843, es va retirar.[41]

- Zakhar Grigórievitx Txerníxiov: (1797- 1862), comte, capità en un regiment de cavalleria, membre de la Societat del Sud (1825). El Tribunal Suprem penal li va infligir una pena de dos anys de treballs forçats commutada amb un any. El 9 d'abril de 1827, es va reunir amb els seus camarades decabristes a la presó de Txità. El maig de 1828, havent purgat la seva pena, va ser transferit a una colònia situada a la ciutat de Iakutsk. El 4 de setembre de 1829, va ser incorporat al 41è Regiment de Caçadors. El 26 d'agost de 1856, es va beneficiar de l'amnistia. En maig 1862, va morir a Roma on va ser inhumat amb la seva esposa.[42]

- Vassili Kàrlovitx Tizengauzen: (1779 o 1780- 1857), procedent d'una família de la noblesa de l'óblast de Livònia, coronel al Regiment d'Infanteria Potalvski. Membre de la Societat del Sud (1824). El 10 de juliol de 1826, el Tribunal suprem penal li va infligir una pena de dos anys de treballs forçats, el mateix any va ser reduïda a un any. El 9 d'abril de 1827, es va reunir amb els seus camarades decabristes a la presó de Txità. El 26 d'agost de 1856, es va beneficiar de l'amnistia. Amb la seva família, s'establí a Narva on va morir el 29 d'octubre de 1857.[43]

- Vladímir Serguéievitx Tolstoi (1806- 1888), ensenya al 65è regiment d'infanteria Moskovski (1825), membre de la Societat del Sud (1824). El 10 de juliol de 1826, el Tribunal suprem penal li va infligir una pena de dos anys de treballs forçats, aquesta última va ser reduïda a un any. El 4 de setembre de 1826, va ser empresonat a la fortalesa de Txità. El 4 de setembre de 1827, el tsar Nicolau I de Rússia li va concedir el permís per establir-se en una colònia de l'óblast d'Irkutsk, l'agost 1826, va ser incorporat al 41è Regiment de Caçadors, el 18 de setembre de 1829, va ser integrat dins d'un batalló del Caucas, el 13 de novembre de 1837, va servir al regiment d'infanteria Navaginski, el 20 d'agost 1839, va entrar a un regiment d'infanteria de línia dels Cosacs de Caucas. El 20 d'agost de 1856, es va beneficiar de l'amnistia.[44]

- Nikolai Aleksàndrovitx Zagoretski: 1797- 1885), tinent d'intendència procedent d'una família noble de l'óblast de Smolensk, membre de la Societat del Sud (1825). El 10 de juliol de 1826, el Tribunal Suprem penal li va infligir una pena de treballs forçats de dos anys, aquesta va ser reduïda a un any. Empresonat a la fortalesa de Pere i Pau, el presoner Zagoretski va ser transferit a Sibèria el 22 d'agost de 1826. El 17 de febrer de 1827, va ser empresonat a la fortalesa de Txità. Amb la seva pena purgada, va ser transferit a una colònia de l'óblast d'Irkutsk. Incorporat com a simple soldat en el Regiment Havaguinski, després el gener de 1838, es va integrar al Regiment d'infanteria Navaguinski. El 10 d'abril de 1839, es va convertir en sotsoficial. El 1843 va deixar l'exèrcit.[45]

### Vuitena categoria
- Andrei Nikolàievitx Andreev: (1803 o 1804- 1831), tinent al Regiment de la Guarda Izmaïlovski, membre de la Societat del Nord en 1825, arrestat el desembre de 1825, va ser empresonat a la fortalesa de Pere i Pau a Sant Petersburg. En juliol de 1826, el Tribunal Suprem penal el va condemnar a l'exili a perpetuïtat, aquesta pena va ser reduïda a 20 anys. L'agost del mateix any, va ser transferit a Iakutsk, i posteriorment enviat a una colònia a Oliókminsk (óblast de Iakutsk). Transferit a una altra colònia per ordre imperial, de camí, va fer estada a la petita ciutat de Verkhoiansk. En la nit del 28 de setembre de 1831, amb Nikolai Petróvittx Repin, pereix en l'incendi que es va manifestar al lloc on sojornava.[46]

- Nikolai Serguéievitx Bobrísxev-Puixkin: (1800- 1871), tinent d'intendència, membre de les Societats secretes Unió del Benestar (1820 o 1821) i Societat del Sud. Aprehès el desembre de 1825, va ser conduït a la fortalesa de Pere i Pau, on va ser empresonat. L'octubre de 1826, el Tribunal Suprem penal li va infligir una pena d'exili a perpetuïtat. Aquesta sanció penal va ser reduïda als vint anys d'exili. L'agost de 1826, va ser enviat a Srednekolimsk A Iacútia després, en 1827, va ser exiliat a la ciutat de Turukhansk (krai de Krasnoiarsk). Alguns mesos més tard, declarat alienat pel governador de la Sibèria oriental, va ser internat al monestir de la Trinitat situat prop de la ciutat de Turukhansk. En 1827, el Sant Sínode va decretar el seu internament al monestir Ienissei-Spasski. Després de 1828 a 1829, es va quedar a l'hospital de Ienissei. Després d'una minuciosa investigació sobre el seu estat mental, va ser traslladat a un asil d'alienats a Krasnoiarsk. En 1833, el seu germà segon es va retrobar amb ell en aquesta petita ciutat de Sibèria i aquest últim va ser autoritzat a albergar el seu germà malalt al seu domicili personal. El decret de juny de 1839, va permetre als dos germans Bobrísxev-Puixkin d'establir-se a Tobolsk. A la capital siberiana, va ser de nou internat en un hospital psiquiàtric. En 1856, després de diverses demandes reiterades dels seus parents, els dos germans van rebre el permís d'establir-se a l'óblast de Tula[47]

- Boris Andréievitx Bodisko: (1800- 1828), tinent, procedent d'una família noble luterana de l'óblast de Tula, va ser un dels actors de l'aixecament de la Plaça del Senat. Fou posat sota arrest la nit del 15 de desembre al 16 de desembre de 1825, i després va ser transferit a la fortalesa de Sant Pere i Sant Pau a Sant Petersburg. El Tribunal Suprem penal va pronunciar contra ell la pena d'exili a perpetuïtat commutada a vint anys d'exili. Va purgar una part de la seva pena a Vladikavkaz. El 26 de setembre de 1826, es va enrolar al Regiment d'infanteria Tifliski. En les seves files va participar en la Guerra russopersa (1826-1828). El 24 de maig de 1828, fou mort en combat.[48]

- Fiódor Petróvitx Xakhovskoi: (1796- 1829), príncep, capità a la reserva del Regiment de la guàrdia Semionovski, francmaçó, va ser membre dels Amics units, de les Tres Virtuts, de l'Esfinx. Fou membre del Consell d'administració de la societat secreta Unió del Benestar de la qual va ser un dels fundadors. Arrestat a Sant Petersburg el 9 de març de 1826, va ser un dels rars decabristes que va refusar declarar-se culpable. Condemnat a l'exili a perpetuïtat, la seva pena va ser un temps més tard reduïda a vint anys d'exili. En 1826, va ser enviat a Turukhansk, després, el 14 de setembre de 1827 transferit a Ieniseisk. En el transcurs del seu exili, va descriure la flora local i va redactar notes sobre la regió de Turukhansk. Molt afligit per la separació de la seva família, a l'hivern 1828, va donar signes d'alienació mental. Nicolau I de Rússia va autoritzar la transferència del príncep al monestir de Sant Eutimi a Súzdal on la seva esposa va ser autoritzada a prodigar-li cures. El 6 de maig de 1829, va refusar tot aliment i va prosseguir la seva vaga de fam fins a la seva mort el 22 de maig de 1829. Va ser inhumat al cementiri del monestir.[49]

- Andrei Ivànovix Xakhirev: (1799- 1828), tinent al Regiment d'infanteria Txernígov, membre de la Societat dels eslaus units (1825), fou posat sota arrest el febrer de 1826 a Moguilev, va ser transferit a la fortalesa de Pere i Pau a Sant Petersburg. El 7 d'octubre de 1826, va ser condemnat a l'exili a perpetuïtat, pena commutada a vint d'exili. De 1826 a 1828, va purgar la seva pena a Surgut on va morir el 17 de maig de 1828.[50]

- Ivan Fiódorovitx Fogt: (1794- 1842), capità al Regiment d'infanteria d'Azov, procedent d'una família noble luterana de l'óblast de Curlàndia. Membre de la Societat del Sud (1824). Arrestat el desembre de 1825 a Tultxín, el gener de 1826, va ser empresonat a la fortalesa de Sant Pere i Sant Pau. El Tribunal Suprem penal li va infligir una pena d'exili a perpetuïtat, però un temps més tard tard aquesta sanció penal va ser reduïda a vint anys. De 1828 a 1829, va ser detingut a la fortalesa de Beriózovo.[51]

- Andrei Fiódorovitx Furman: (1795- 1835), procedent d'una família saxona pertanyent a la noblesa de l'óblast de Kíiv, tinent al Regiment d'infanteria Txernógov, va comandar sis companyies de mosqueters. Membre de la Societat dels eslaus units (1825). Després de la seva detenció el maig de 1826, a l'espera del seu procés, va ser detingut a la fortalesa de Sant Pere i Sant Pau. En patir d'alienació mental, en el transcurs de la seva detenció preventiva, va ser moltes vegades hospitalitzat. L'Alt Tribunal penal li va infligir la pena d'exili a perpetuïtat. Fou exiliat a la ciutat de Kondisk (óblast de Tobolsk) on va morir el 8 de març de 1835.[52]

- Valerian Mikhàilovitx Golitsin: (1803- 1859), tinent, secretari judicial, membre de la Societat del Nord (1825), aprehès el 23 de desembre 1825, va ser empresonat a la fortalesa de Pere i Pau. Durant els primers interrogatoris va negar tota pertinença a la Societat, després ho va reconèixer, però va declarar ignorar la temptativa de regicidi fomentada contra el tsar i la seva família, el seu únic desig consistia a alliberar els mugics de la seva servitud i d'instaurar una monarquia constitucional a Rússia. El 10 de juliol 1826, el Tribunal Suprem penal li va infligir una pena d'exili a perpetuïtat. El 31 de juliol del mateix any va ser enviat a la ciutat de Kírensk óblast d'Irkutsk). El 22 d'agost de 1826, la seva pena va ser reduïda a vint anys d'exili. L'1 de juliol del 1829 es va enrolar al 42è regiment de Caçadors, i el 1834 al 80è regiment d'infanteria Kabardianski. El 22 de juliol de 1838, a causa del seu estat de salut, va ser llicenciat de l'exèrcit. Va morir de còlera el 8 d'octubre 1859. Va ser inhumat al Monestir Danílov a Moscou.[53]

- Semion Grigórievitx Krasnokutski: (1787- 1840), conseller d'Estat i procurador al 5è Despatx del ministeri del Senat, en 1817, va ser admès a la Unió del Benestar i a la Societat del Sud. Fou un dels involucrats en la preparació de l'aixecament de la Plaça del Senat. Arrestat el 27 de desembre de 1825 a Sant Petersburg, va ser empresonat a la fortalesa de Pere i Pau. El Tribunal Suprem criminal el va condemnar a vint anys d'exili. El 25 de juliol de 1826, va ser deportat a Verkhoiansk (Iacútia). El 1827, va ser transferit a Iakutsk i després a Vitim. A petició del seus pares, el 31 de gener 1827, va ser transferit de la colònia de Vitim a la de Minussinsk. Afectat de reumatisme a les cames, el 9 de juliol de 1831 li fou permès d'anar-se'n de la colònia per rebre les cures mèdiques necessàries a l'estació termal de Turkinski, va arribar a Krasnoiarsk on es va quedar a causa de la paràlisi de les seves cames. El 26 de novembre de 1837, va ser transferit a Tobolsk on va morir el 3 de febrer de 1840.[54]

- Nikolai Ossípovitx Mozgalevski: Després de la derrota dels revolucionaris, Mozgalevski va ser detingut el 13 de febrer del 1826. El 21 de febrer fou transferit de Jitòmir a Sant Petersburg per tal de ser empresonat a la Fortalesa de Sant Pere i Sant Pau. Va ser condemnat a exili permanent. Des del 1826 residí a la ciutat de Narim i després fou transferit a Tesninskom en 1839, i finalment a Minussinsk, on va morir el 1844.

- Mikhaïl Aleksàndrovitx Nazimov: (1800- 1888), president de la regió de Pskov, membre de la Societat secreta del Nord, arrestat el 27 de desembre 1825, va comparèixer davant l'Alt Tribunal penal. El Tribunal Suprem penal li va infligir una pena d'exili a perpetuïtat. Va ser primer de tot exiliat a Verkhnekolimsk, ciutat de la regió d'Irkutsk després es va instal·lar en la ciutat de Vitim a la Sibèria oriental. Per decret del 30 d'abril de 1830, va rebre l'autorització d'establir-se a la ciutat de Kurgan on va viure durant set anys. En 1837, com diversos altres decabristes, va ser enviat al Caucas i va entrar al 80è regiment d'infanteria Kabardianski. Va participar en la guerra del Caucas. Després d'haver servit al Caucas durant prop de nou anys, per raons de salut, el 23 de juny 1846, va deixar l'exèrcit amb el grau tinent. S'estableix a l'óblast Pskov on va ser reputat per la seva filantropia. En el moment de la seva accessió al tron imperial, Alexandre II de Rússia el va amnistiar. Va prendre part activa a la reforma agrària i, durant diversos anys va exercir com a president del consell d'óblast del districte de Pskov. Va morir el 9 d'agost de 1888 a Pskov.[55]

- Nikolai Alekséievitx Txijov: (1803- 1848), tinent de marina, membre de la Societat del Nord (1825), va ser un dels actors de l'aixecament de la Plaça del Senat, aprehès el desembre 1825, va comparèixer davant el Tribunal suprem penal. Va ser condemnat a exili a perpetuïtat, aquesta sanció penal va ser reduïda a 20 anys d'exili. L'agost de 1826, va ser enviat a Olekminsk (regió de Iakutsk), en 1832, va ser transferit a Irkutsk. En 1833, li va ser permès d'entrar en una brigada d'infanteria, el setembre 1839, es va incorporar a un batalló de Tobolsk, en 1842 va deixar l'exèrcit i es va establir a l'óblast de Tula.[56]

- Appolon Vassílievitx Vedeniapin: (1803- 1872), tinent en una brigada d'artilleria, va ser membre de la Societat dels eslaus units (1825), arrestat el febrer de 1826, va ser empresonat a la fortalesa de Pere i Pau i dut davant el Tribunal Suprem penal, que el va condemnar a l'exili a perpetuïtat (octubre de 1826). El mateix any, va ser transferit a Iakutsk després, dos mesos més tard, va ser transferit a la colònia de Kírensk. La seva pena d'exili a perpetuïtat va ser commutada a 20 anys d'exili. El maig de 1844, va ser designat per al càrrec de director general adjunt de l'hospital d'Irkutsk, el juliol 1849, n'esdevingué el director. En 1856, l'amnistia li va tornar la seva llibertat i els seus títols, es va establir a l'óblast de Tambov.[57]

- Vassili Ivànovitx Vranitski: (1785 o 1786- 1832), tinent d'intendència, va militar al si de la Societat del Sud (1825). El 10 de gener de 1826, fou arrestat a Jitòmir i després, a l'espera del seu procés, va ser detingut a la fortalesa de Pere i Pau a Sant Petersburg. L'Alt Tribunal penal va pronunciar contra ell una pena d'exili a perpetuïtat commutada a vint anys d'exili. Va ser enviat a Pelim on va morir el 2 de desembre de 1832.[58]

- Nikolai Fiódorovitx Zaikin: (1801- 1833), tinent d'intendència procedent d'una família de la noblesa de l'óblast de Kursk. Membre de la Societat del Sud (1825), arrestat el gener de 1826, va ser empresonat a la fortalesa de Sant Pere i Sant Pau a Sant Petersburg. L'octubre de 1826, l'Alt Tribunal penal li va infligir la pena d'exili a perpetuïtat. Transferit a Okhotsk (krai de Khabàrovsk), la seva pena va ser, alguns mesos més tard reduïda a vint anys d'exili. En 1828, va ser transferit a la ciutat de Pelim on va morir el 23 de juliol de 1833. Va ser l'autor de diversos poemes.[59]

### Novena categoria
- Nil Pàvlovitx Kojevnikov: (1804- 1837), tinent al Regiment de la guardia Izmaïlovski, entre 1824 i 1825, va formar part de la Societat del Nord. El desembre de 1825, fou arrestat i posat en detenció provisional a la fortalesa de Pere i Pau a Sant Petersburg. El Tribunal suprem penal el va privar del seu títol de noblesa i dels seus privilegis, a més a més, va ser condemnat a l'exili en una ciutat de guarnició allunyada de la capital. Va ser incorporat en un regiment estacionat a la ciutat d'Orenburg després alguns mesos més tard, va ser transferit a la regió del Caucas.[60]

- Piotr Petróvitx Konovnitsin (1803-1830) : tinent, fill del comte Piotr Petróvitx Konovnitsin, germà gran d'Ivan Petróvitx Konovnitsin, membre de la Societat del Nord (1825). Arrestat el desembre de 1825, a l'espera del seu procés, va ser posat en detenció provisional a la fortalesa de Pere i Pau a Sant Petersburg. El Tribunal suprem penal el va condemnar a una pena de presó, a la retrogradació, a servir en quarters allunyats de la capital imperial. Enrolat a un batalló aquarterat a Semipalàtinsk després, el 22 d'agost de 1826, va servir a la regió del Caucas on va integrar un batalló de pioners. Va participar en la Guerra russoturca (1828-1829).[61]

- Nikolai Nikolàievitx Orjitski: (1796- 1861), arrestat, fou posat en detenció provisional a la fortalesa de Pere i Pau. L'Alt Tribunal penal el va condemnar a l'exili en una guarnició allunyada de la capital, a més a més, va ser privat del seu títol de noblesa i dels seus privilegis. Va ser incorporat en un batalló en guarnició a la ciutat de Kizliar. El 22 d'agost de 1826, un decret imperial el va transferir a un regiment de dragons estacionat a Nijni Nóvgorod. Es va il·lustrar en el transcurs de la Guerra russoturca (1828-1829). En refusar-se el permís d'establir-se a Sant Petersburg, es va haver d'establir en un petit poble. El 1834, es va instal·lar en la ciutat d'Oranienbaum, en 1839, es va poder establir a Sant Petersburg. En 1856, en beneficiar-se de l'amnistia, va recobrar els seus privilegis i el seu títol de noblesa.[62]

### Desena categoria
- Mikhaïl Ivànovitx Pursxin: (1800- 1869), capità d'un esquadró d'un regiment de cavalleria de la Guàrdia de pioners, membre de la Societat del Nord (1825), arrestat el desembre de 1825, fou posat sota custòdia a la fortalesa de Pere i Pau a Sant Petersburg.[63]

### Onzena categoria
- Nikolai Pàvlovitx Akulov: (1798-?) Tinent, arrestat el 15 de desembre de 1825, va ser posat en detenció provisional a la fortalesa de Pere i Pau a Sant Petersburg. L'Alt Tribunal penal li va infligir una pena de degradació, com a simple soldat va ser transferit a una guarnició allunyada de la capital. Va ser incorporat al 42è Regiment de Caçadors estacionat a Tomsk. Entre 1826 i 1828, participà en la Guerra russopersa, després de 1828 a 1829, va participar en la guerra russoturca. En 1829, en qualitat de sotsoficial, va ser destinat al Regiment de Caçadors Kabardinski.[64]

- Piotr Aleksàndrovitx Bestújev: (1804- 1840), sotstinent de marina, membre de la Societat del Nord (1825), va participar igualment en l'aixecament de la Plaça del Senat el 14 de desembre de 1825. Arrestat, mentre esperava el seu procés, va ser posat en detenció provisional a la fortalesa de Pere i Pau a Sant Petersburg. L'Alt Tribunal penal li va infligir una pena de retrogradació i d'exili en una ciutat guarnició allunyada de la capital imperial. Va ser incorporat a un batalló estacionat a Kizílskoie. Un decret imperial del 22 d'agost de 1826 li permeté d'integrar-se al regiment d'infanteria Xivanski. Al si d'aquesta unitat, va participar en la Guerra russopersa (1826-1828), al conflicte que oposà la Rússia Imperial a l'Imperi Otomà. Ferit, en el curs d'aquesta guerra, el 22 de maig de 1828, va ser transferit al Regiment d'infanteria Kurinski. Va ser llicenciat de l'exèrcit per causa de malaltia (sofria de greus trastorns mentals), fou posat sota la responsabilitat de la seva mare amb la prohibició formal d'entrar a la capital imperial russa. Va viure a l'óblast de Nóvgorod, però atès que el seu estat empitjorava, el seu pare, el mariscal de la noblesa P.M. Bestújev va demanar al tsar el permís per ingressar seu fill en un establiment especialitzat per a malalts mentals. Internat en un hospital psiquiàtric, va morir el 22 d'agost de 1840.[65]

- Aleksandr Aleksàndrovitx Fok: (nascut Aleksandr von Falk) (1803- 1854), tinent al Regiment de la Guàrdia Izmaïlovski. El 15 de desembre de 1825, va ser arrestat al recinte del quarter del seu regiment. Després. a l'espera del seu procés, va ser posat en detenció provisional a la fortalesa de Pere i Pau a Sant Petersburg. El Tribunal suprem penal el va degradar i el va exiliar a una guarnició molt allunyada de la capital. L'agost del 1826, com a simple soldat, va ser destinat al 41è regiment de caçadors estacionat al Caucas. Sotsoficial en 1827, en 1828, va ser destinat al 44è regiment de caçadors, en 1830, amb el grau d'alfe, va servir al 10è batalló de línia d'Orenbourg. Ferit, va ser llicenciat i va viure en residència vigilada a Ufà, ciutat situada a la gubèrnia d'Orenburg.[66]

- Matvei Demiànovitx Lappa: (nascut Michael Lapp), (1799 o 1800- 1841), tinent al Regiment de la Guàrdia Izmaïlovski, membre de la Societat del Nord (1824). El 23 de desembre DE 1812, arrestat, va ser empresonat a la fortalesa de Pere i Pau a Sant Petersburg. L'Alt Tribunal penal el va degradar i el va exiliar a una llunyana guarnició. El juliol de 1826, va ser enviat al Caucas, en 1835, amb el grau d'alferes, va ser enviat a la reserva.[67]

- Epafrodit Stepànovitx Mussin-Puixkin: (1791- 1831), tinent, no va pertànyer a cap societat secreta, però una investigació aprofundida va revelar la seva presència a la Plaça del Senat el 14 de desembre de 1825. Fou posat asota arrest el 15 de desembre de 1825, i després col·locat en detenció provisional a la fortalesa de Pere i Pau a Sant Petersburg. L'Alt Tribunal penal li va infligir la pena de degradació, com a simple soldat, va ser incorporat a un regiment estacionat al Caucas.[68]

- Nikolai Romànovitx Tsebrikov: (1800- 1862). Va rebre una pena d'empresonament i va ser detingut a la fortalesa d'Ust-Kamenogorsk després, va ser transferit a la ciutat de guarnició d'Orenburg i va continuar la seva carrera militar. A petició dels seus parents, va ser transferit al Caucas i va participar en la guerra russoturca (1828-1829). En 1836, va ser destinat al 80è Regiment d'infanteria Kabardianski, en 1838, va ser promogut a alferes. En 1840, perdonat, s'estableix a Sant Petersburg i va viure sota vigilància policíaca. En 1846, sempre osta residència vigilada, va viure a Témnikov on va morir el 1862.[69]

- Aleksei Vassílievitx Vedeniapin: (1804- 1847), procedent d'una família de la noblesa de l'óblast de Tambov, membre de la Societat secreta dels eslaus units (1825), en el moment de l'aixecament de la Plaça del Senat, servia per al grau d'alferes a la 9a brigada d'artilleria. Arrestat el 5 de febrer de 1826 a la ciutat de Jitòmir, va ser, alguns dies més tard transferit a la fortalesa de Pere i Pau a Sant Petersburg. Condemnat d'onzena categoria, l'Alt Tribunal penal li va infligir una pena d'empresonament i retrogradació com a simple soldat en el batalló de la guarnició de Verkhneuralski (juliol de 1826). El 13 de setembre 1826, va ser incorporat al 42è Regiment de Caçadors Eguerski, al si d'aquesta unitat va participar en la Guerra russopersa (1826-1828), i també en el conflicte que enfrontar la Rússia Imperial amb l'Imperi Otomà. Ja com a sotsoficial, va ser incorporat al Regiment d'infanteria Tenguinski. En 1829, va deixar l'exèrcit per raons de salut. Havent-se-li prohibit sojornar a la capital de la Rússia imperial, en 1833, va ser col·locat sota residència vigilada a l'óblast de Tambov. Va morir el 13 de març de 1843.[70]

- Fiódor Gavrilovitx Vixnevski: (1799- 1865), tinent de marina, va navegar a bord de la fragata Gektor (1815), sota les ordres del cèlebre capità Mikhaïl Petróvitx Làzarev va fer la volta al món a bord de la fragata Kreïser (1822- 1825). No va pertànyer a cap societat secreta però va ser present en el moment de l'aixecament de la Plaça del Senat. Arrestat, fou empresonat a la fortalesa de Pere i Pau a Sant Petersburg. L'Alt Tribunal penal el va retrogradar al rang de simple de soldat i el va enviar al Caucas. Sota les ordres del mariscal de camp Ivan Fiódorovitx Paskevitx va participar en l'assalt de la ciutat de Kars. En 1829, promogut a sotsoficial, va ser transferit a la 7a tripulació, en 1832 a la 15a tripulació. En 1833, fou enviat a la reserva i va ocupar un càrrec administratiu a Moscou. En 1838 jubilat, va viure a Moscou després es va establir a l'óblast de Kostromà. El 1846, va tornar a Moscou on va morir el 23 d'abril de 1865.[71]

## Personalitat no condemnada per l'Alt Tribunal penal

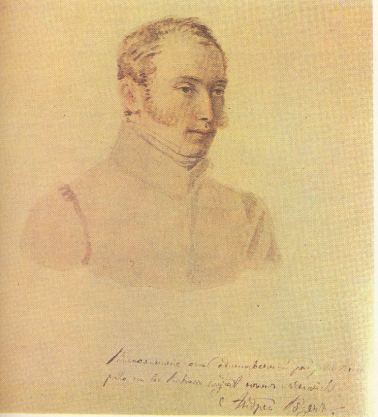
Baró Andrei Ievguénevitx Rozen

- Óssip-Iúlian Vikentiévitx Gorski: (1766- 1848), conseller d'Estat, procedent d'una família de l'óblast de Minsk, arrestat el 15 de desembre DE 1825. A l'espera del seu procés, va ser posat sota custòdia provisional a la fortalesa de Pere i Pau a Sant Petersburg. Fou portat davant l'Alt Tribunal penal però no va ser condemnat. Pel manifest de Sa Majestat Imperial datat el 5 de març de 1827, va ser col·locat en residència vigilada a Beriózovo. En 1831, va ser enviat a Tara. Sospitós de complicitat en la temptativa d'aixecament dels exiliats polonesos a Omsk, va ser transferit de Tara a Tobolsk després a Omsk on, de 1833 a 1835, va complir una pena de presó. Va morir el 7 de juliol de 1849 a Omsk.[72]

## Personalitats graciades

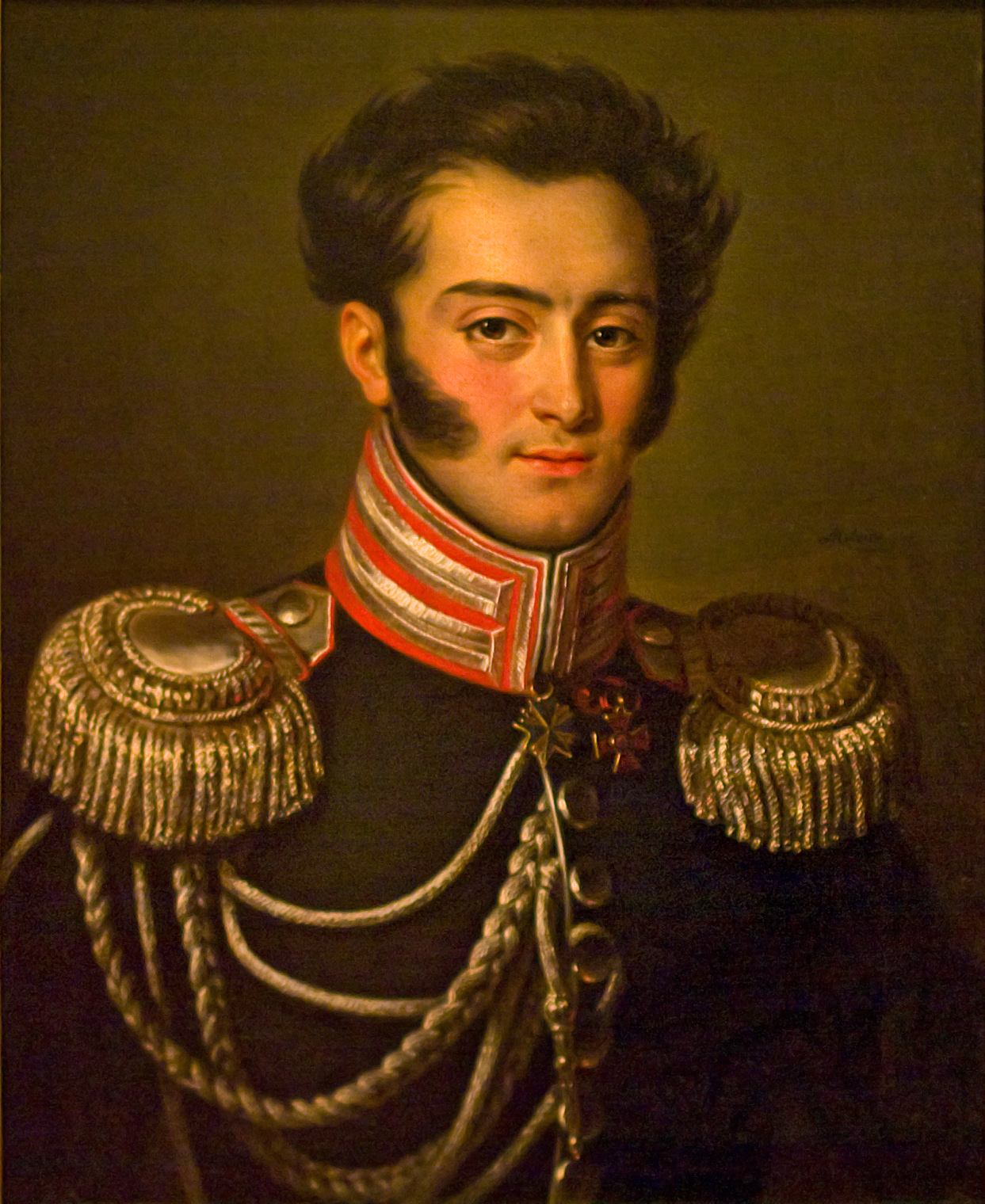
Retrat d'Ília Gavrílovitx Bibikov amb uniforme d'ajudant de camp de la Guàrdia (1825), pintura sobre tela, obra de Benoït Charles Mituar, Museu de la Guàrdia a Sant Petersburg

- Ília Gavrílovitx Bibikov: (1794- 1867), ajudant-general (1849- 1852 i de (1860 a 1867), general d'artilleria (1852- 1860), membre de la Unió de la Protecció social, en base al seu alt grau en l'Exèrcit imperial de Rússia, Nicolau I li va concedir la seva gràcia.[73]

- Pàvel Aleksàndrovitx Katenin: (1792- 1853), poeta, dramaturg, crític literari, traductor i figura teatral, membre de l'Acadèmia russa (1833), coronel a la reserva del Regiment de la Guàrdia Preobrajenski. Membre de la Unió de la salvació (1816). D'acord amb el seu alt grau en l'Exèrcit imperial de Rússia, el tsar li va atorgar la seva gràcia.[74]

## Decabristes que se suïcidaren abans de ser condemnats
- Ippolit Ivànovitx Muraviov-Apóstol: (1806- 1826), germà petit dels decabristes Matveï Ivànovitx Muraviov-Apóstol i de Serguei Ivànovitx Muraviov-Apóstol, membre de la Societat del Nord, amb el seu germà Serguei, va participar en l'aixecament del 29è Regiment d'infanteria Txernígov, ferit a mà esquerra, i negant-se a rendir-se, es va disparar un tret. Va ser inhumat en una fossa comuna amb els seus dos camarades A.D. Kuzmin i M.A. Sxepillo morts en el transcurs de la repressió duta a terme contra els decabristes. Fins avui cap monument no marca l'indret on els seus tres homes descansen. El dia de l'execució dels decabristes els seus noms van ser clavats a la forca.[75]

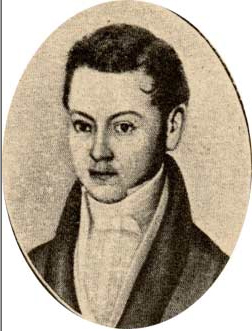
Aleksandr Mikhàilovitx Bulatov

- Aleksandr Mikhàilovitx Bulatov: (1793- 1826), durant la Guerra patriòtica de 1812, van servir en el Regiment de Granaders de la Guàrdia, tinent coronel i comandant del 12è regiment de Caçadors, va esdevenir l'adjunt d'un dels caps decabristes, el príncep Serguei Petróvitx Trubetskoi. Es va incorporar a les tropes de la Plaça del Senat. Empresonat, va caure en una profunda malenconia, i, després de diversos dies de vaga de fam, es va fracturar el cap contra les parets de la cel·la a la Fortalesa de Pere i Pau. Traslladat a l'hospital va morir a conseqüència de les seves ferides.[76]

La Plaça del Senat a Sant Petersburg ha portat el nom de Plaça dels Decabristes durant nombrosos anys. El 2008, el seu antic nom li fou tornat.

## Retrats dels decabristes

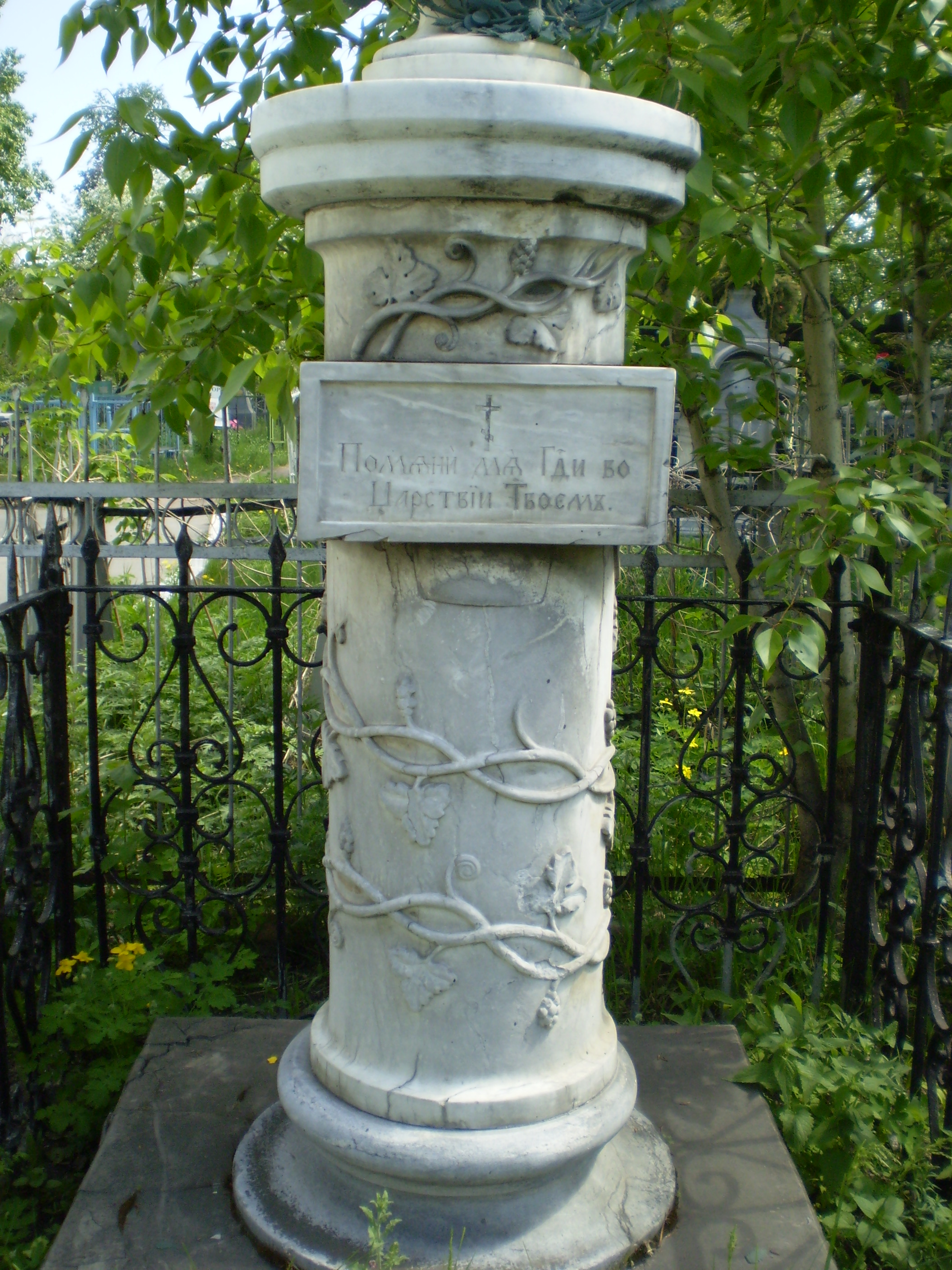
Tomba de Vassili Lvóvitx Davídov
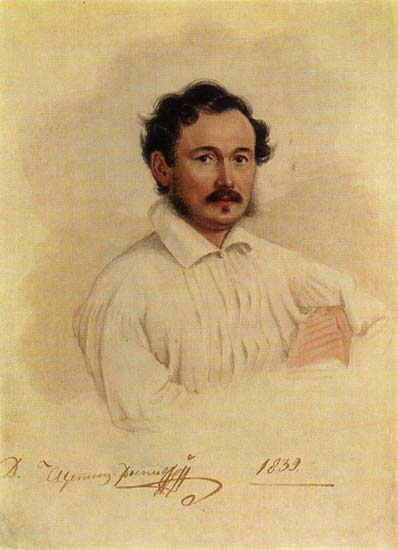
Dmitri Aleksàndrovitx Txepin-Rostovski
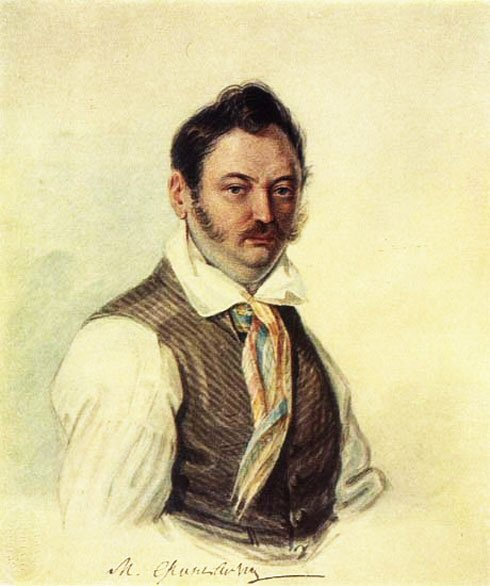
Mikhaïl Aleksàndrovitx Fonvizin
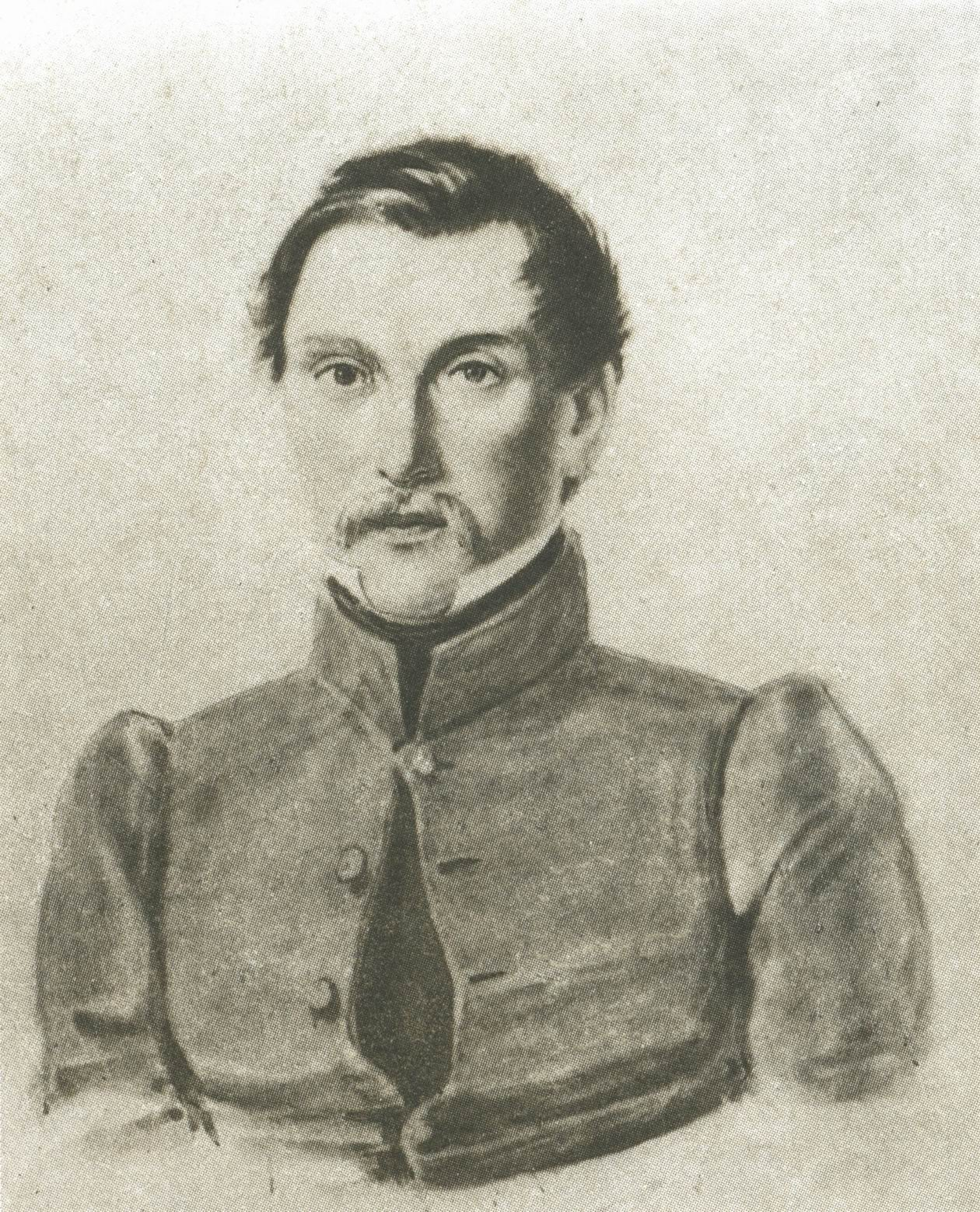
Ivan Ivànovitx Pusxin
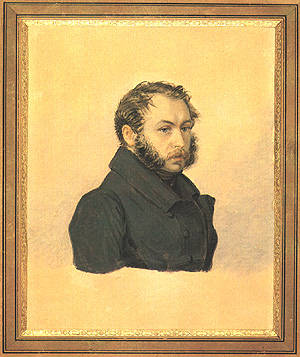
Konstantin Gústavovitx Igelström
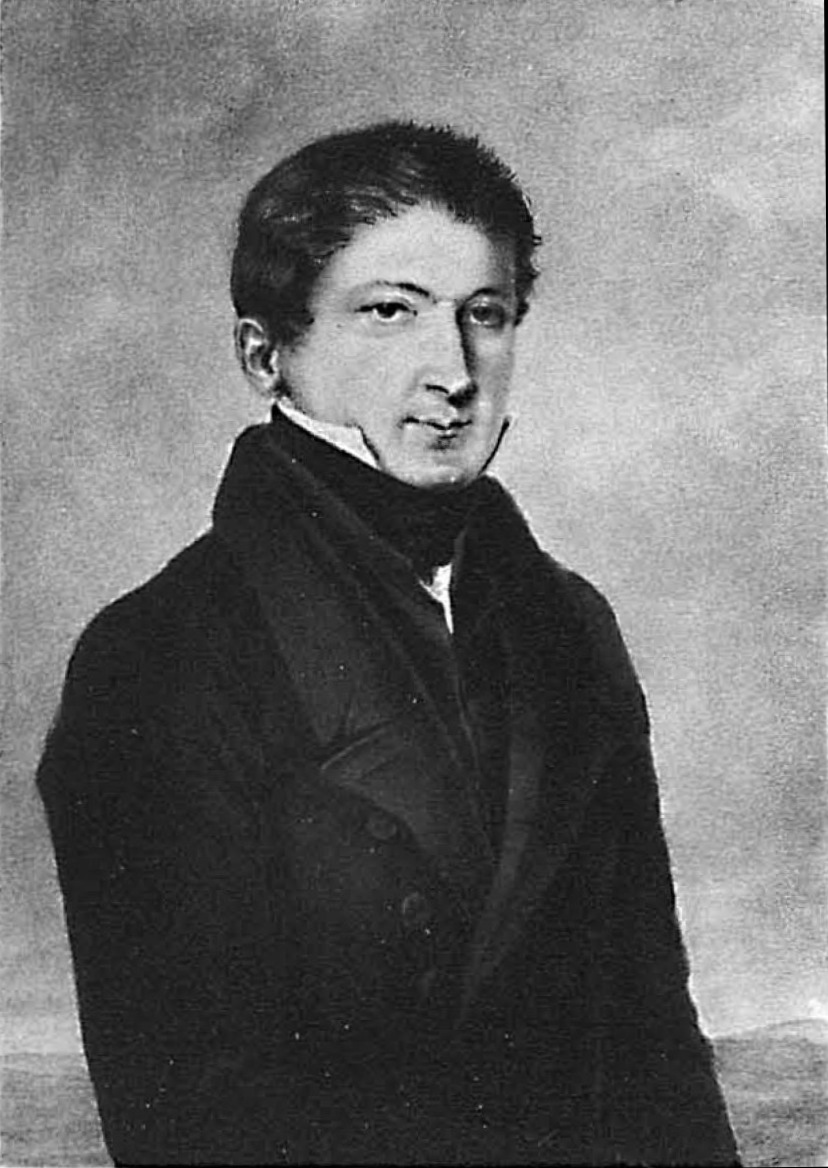
Matvei Ivànovitx Muraviov-Apóstol
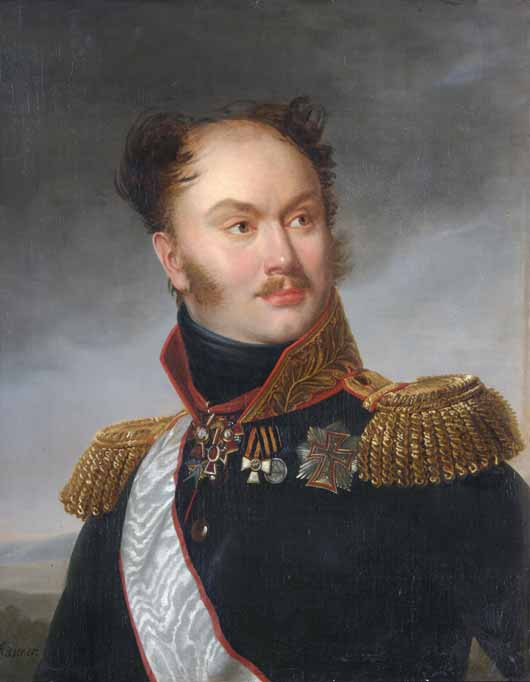
Mikhaïl Fiódorovitx Orlov
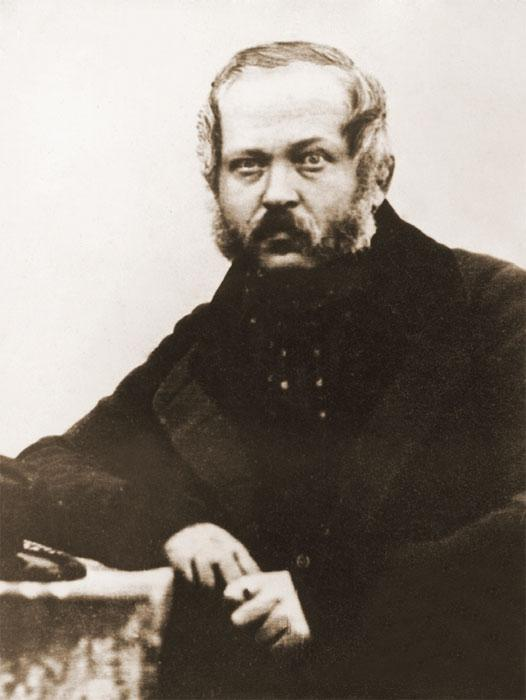
Nikolai Alekséievitx Panov
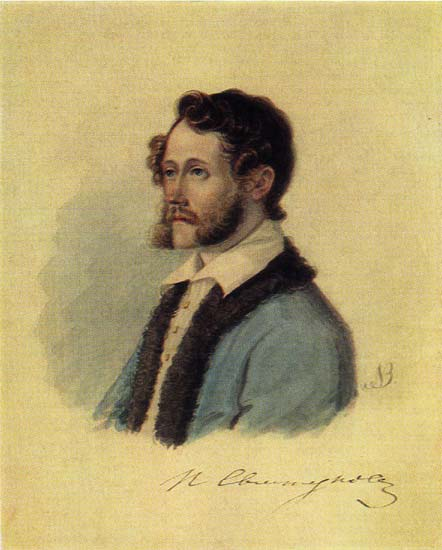
Piotr Nikolàievitx Svistunov
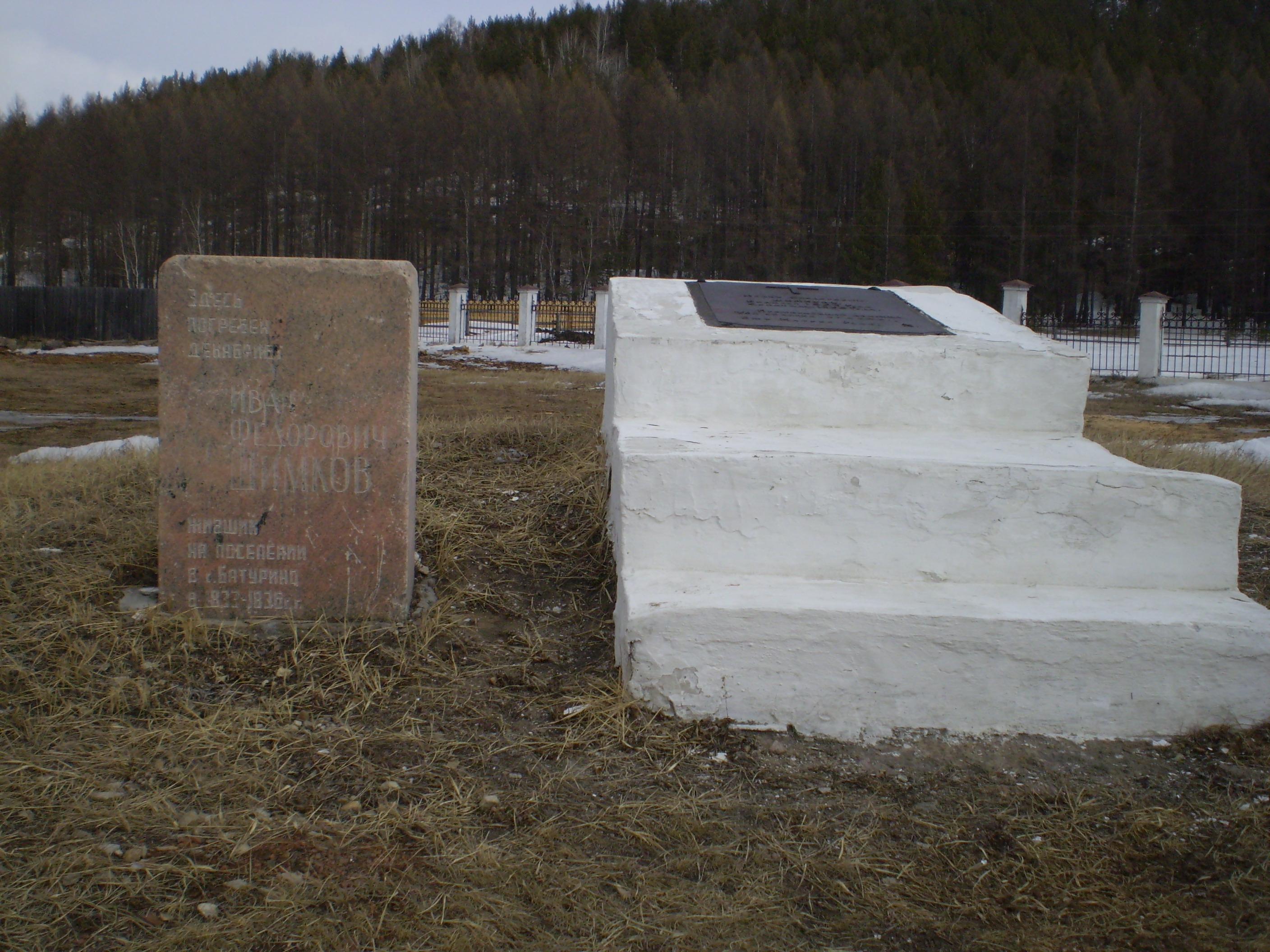
Tomba d'Ivan Fiódorovitx Ximkov
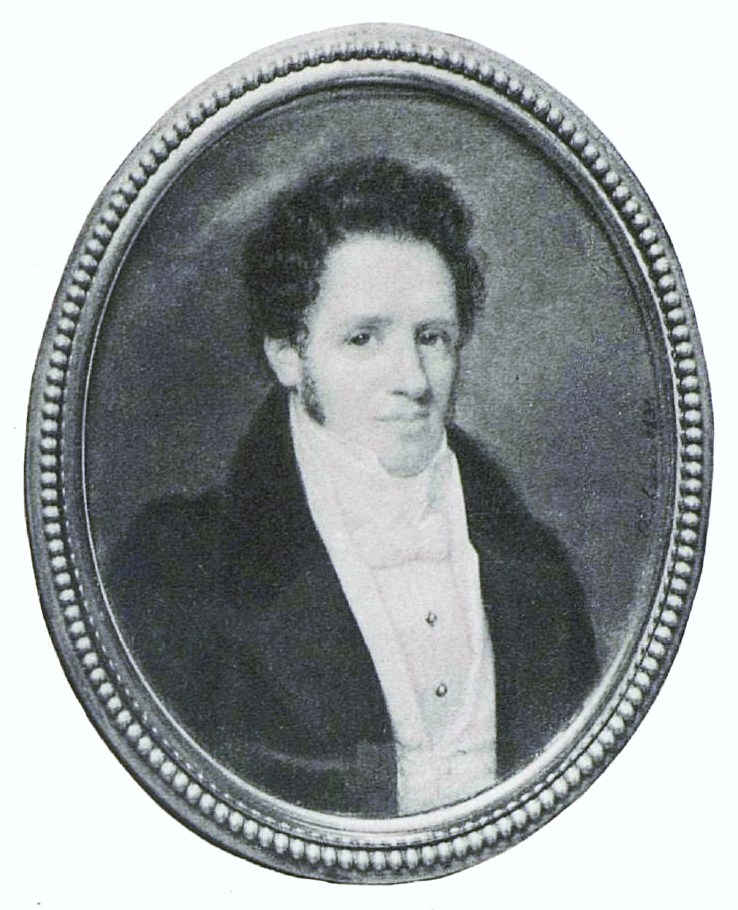
Nikolai Aleksàndrovitx Vassiltxikov
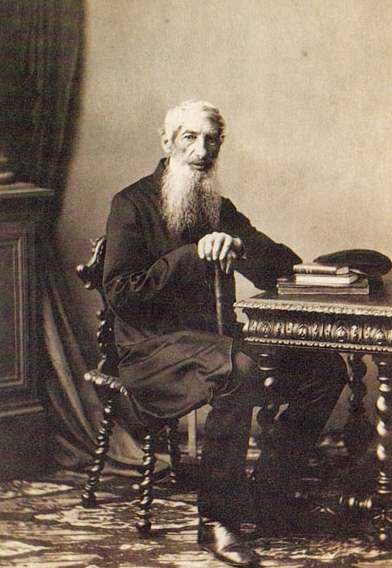
Príncep Serguei Petróvitx Trubetzkoi
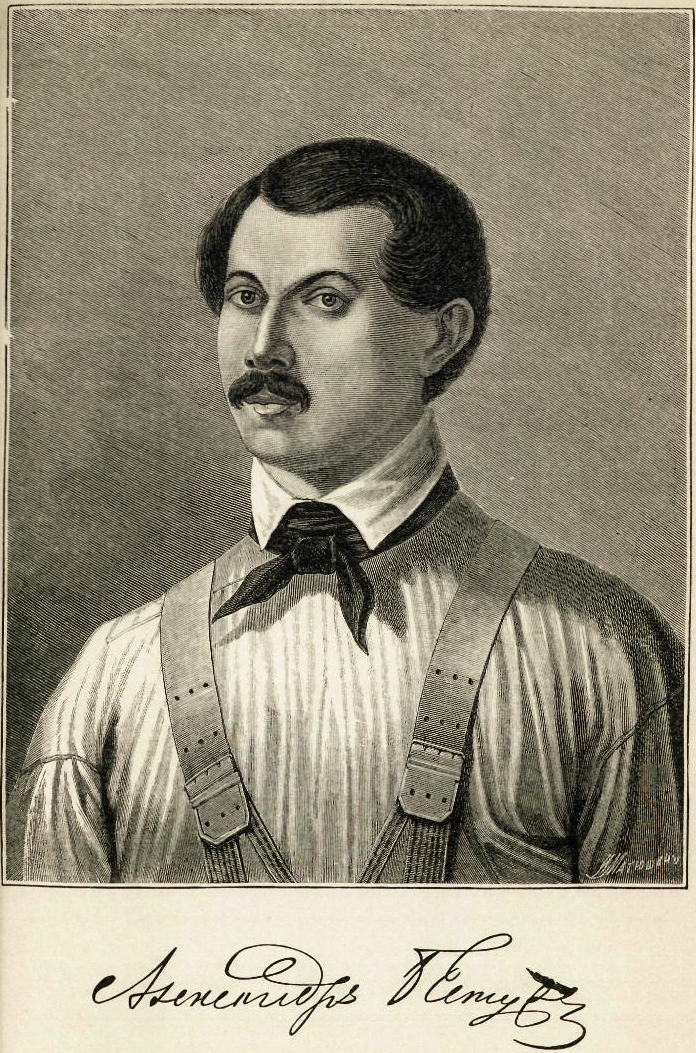
Aleksandr Aleksàndrovitx Bestújev
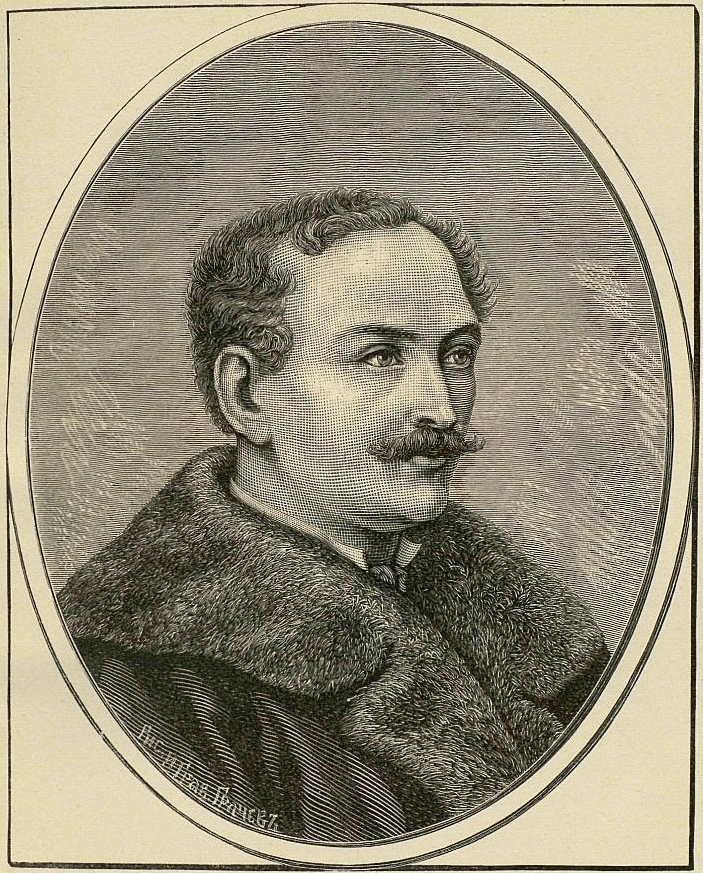
Aleksandr Ivànovitx Odóievski
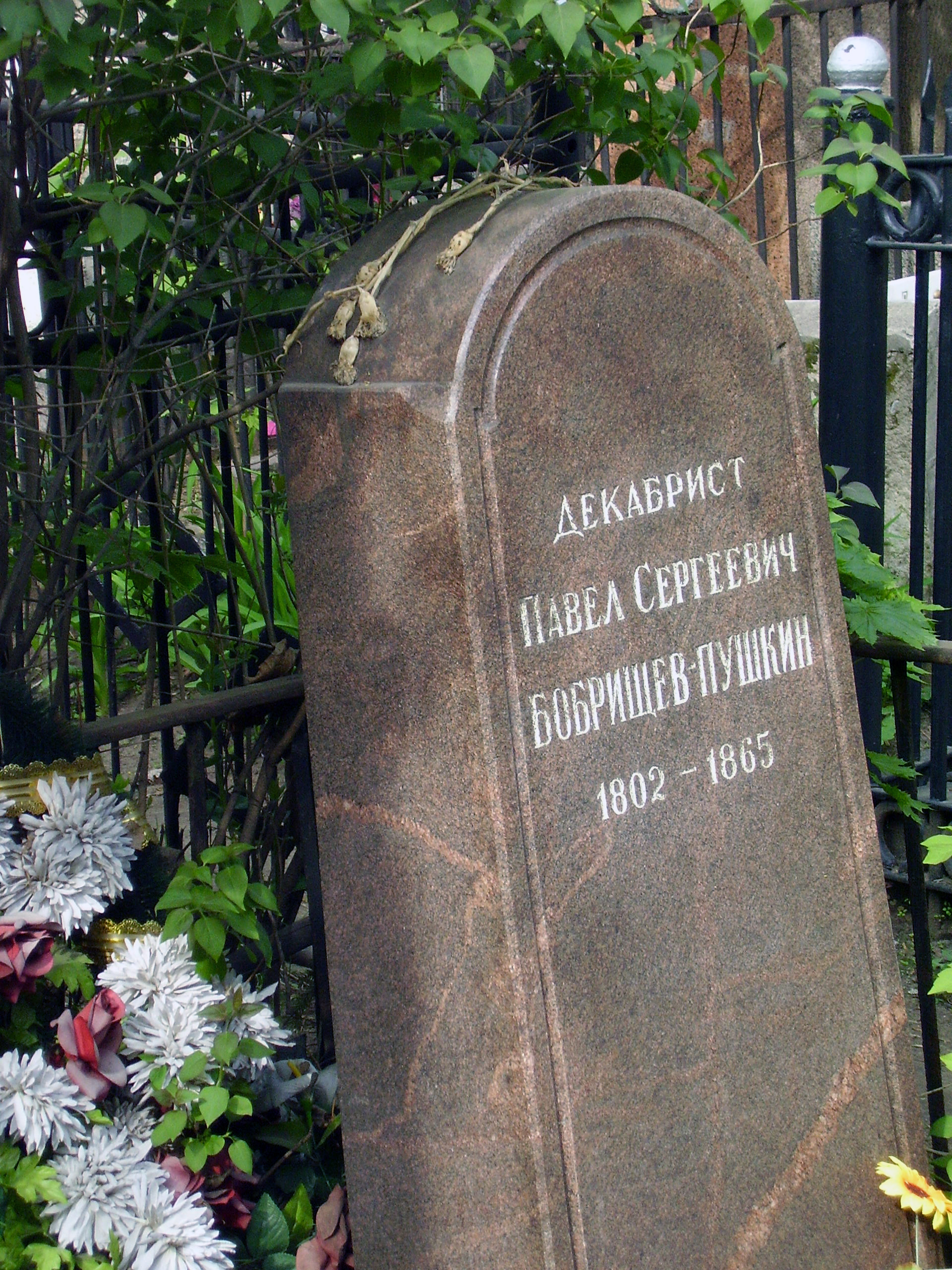
Tomba de Pàvel Serguéievitx Bobrísxev-Puixkin
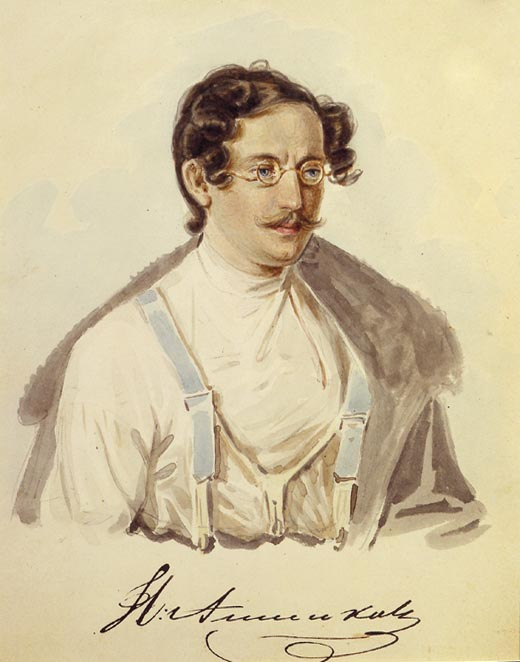
Ivan Aleksàndrovitx Ànnenkov
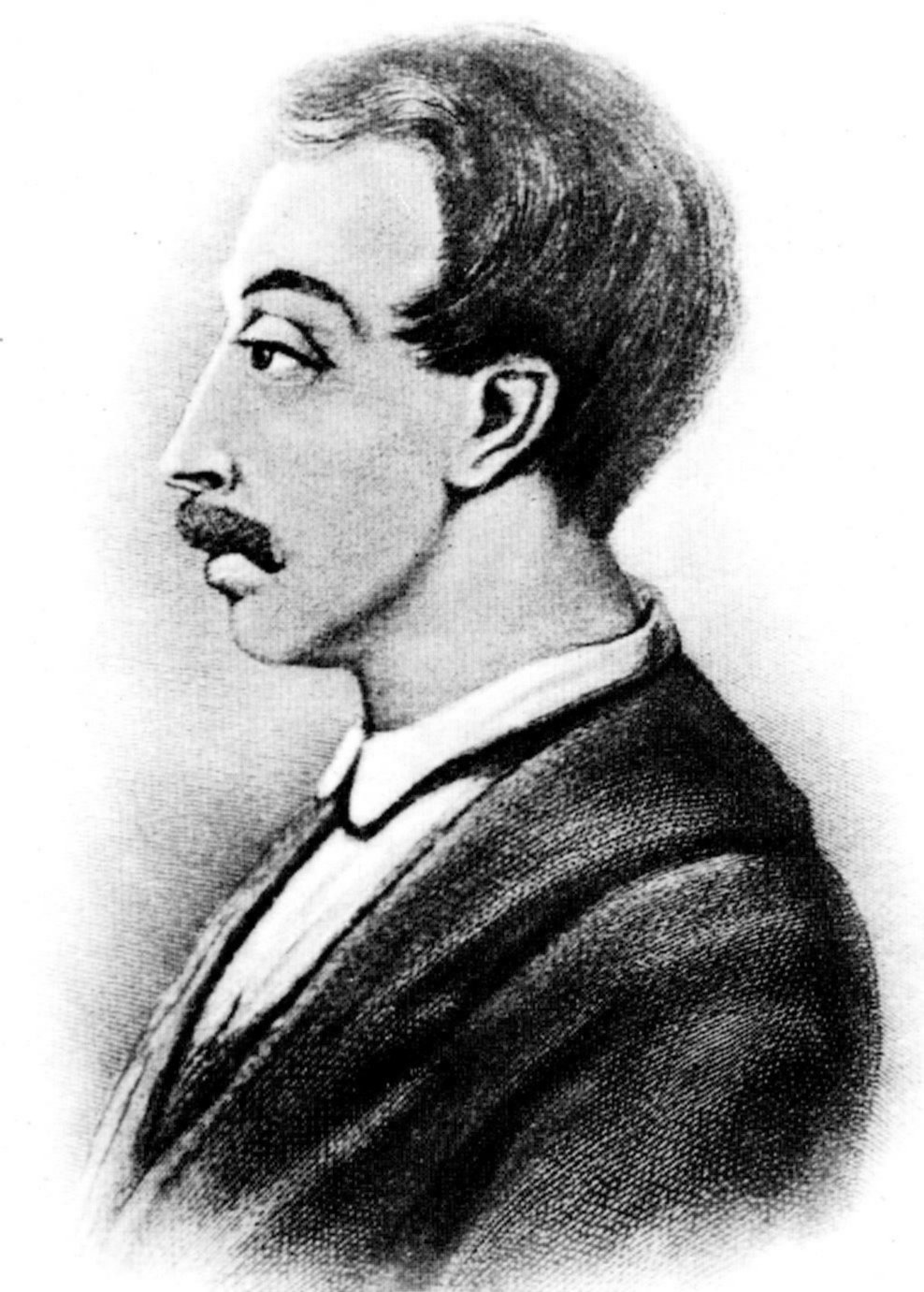
Wilhelm Kàrlovitx Kühelbecker
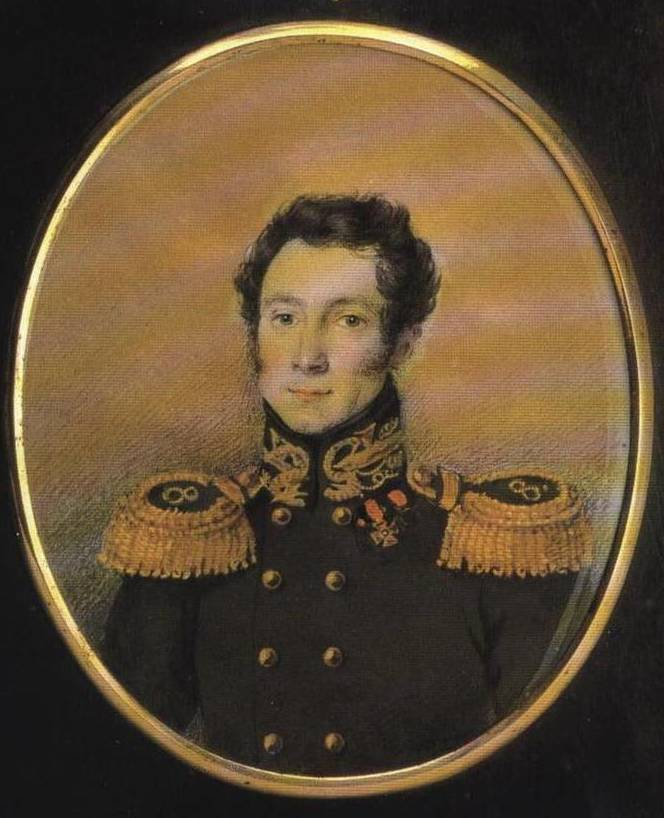
Nikolai Aleksàndrovitx Bestújev
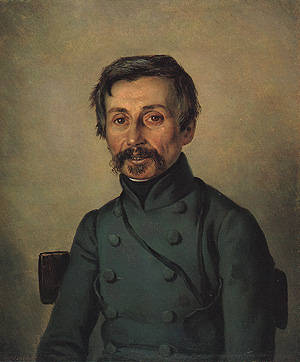
Ivan Dmítrievitx Iakuixkin
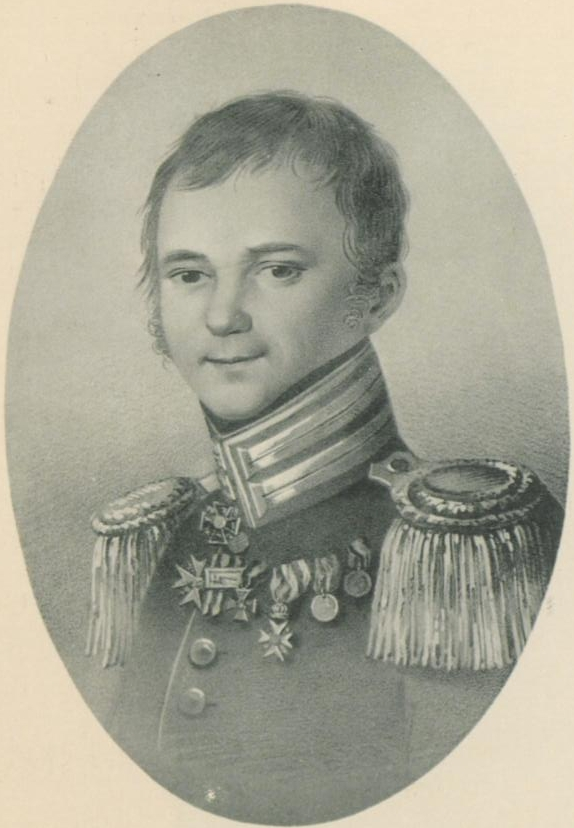
Fiódor Nikolàievitx Glinka
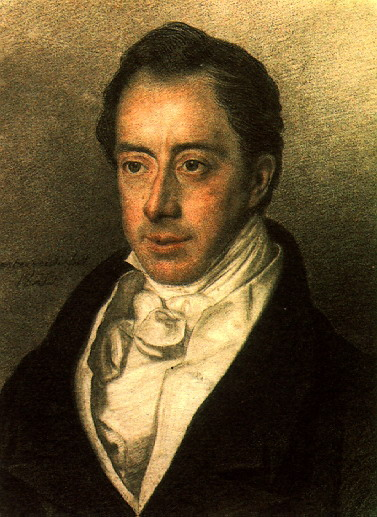
Nikolai Ivànovitx Turguénev
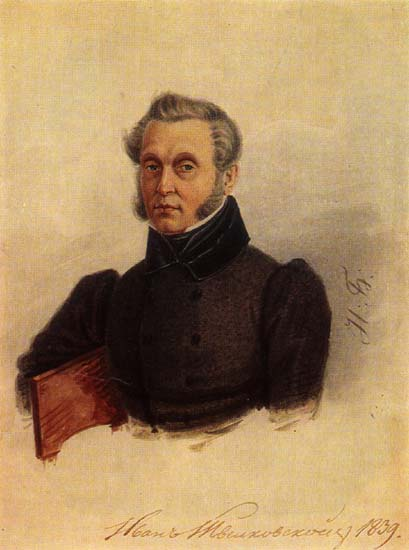
Ivan Semiónovitx Povalo-Xveikovski